# Monumenti di Cagliari
I monumenti di Cagliari testimoniano la storia plurimillenaria della città; dalle rovine della Caralis punica e romana, passando per gli antichi edifici e le fortificazioni della Cagliari medievale e moderna, fino ad arrivare ai palazzi liberty, sorti fra '800 e '900, e alle architetture del ventennio.

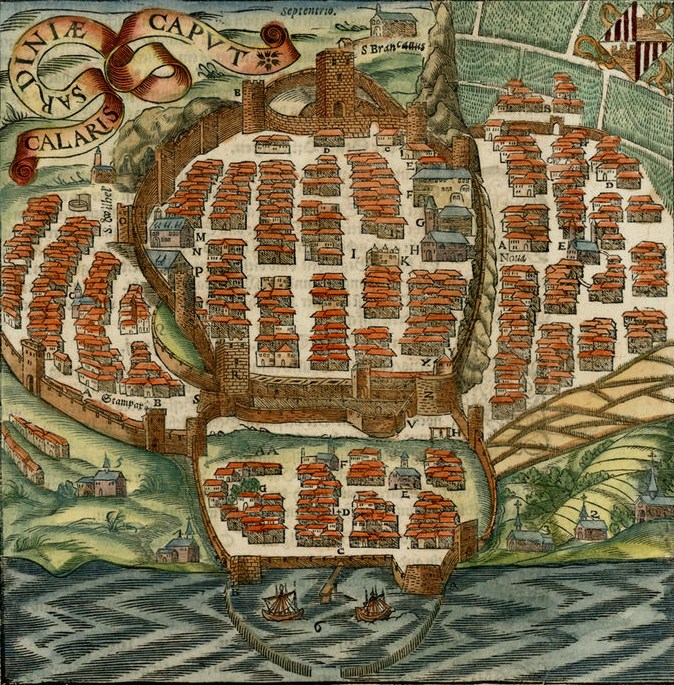
Mappa di Cagliari della metà del '500, dalla Cosmographia universalis di Sebastian Münster. Si notano i quartieri storici di Castello, Marina, Stampace e Villanova

## Quartieri storici
- Castello
- Marina
- Stampace
- Villanova

## Architetture religiose
- Basilica di Santa Croce

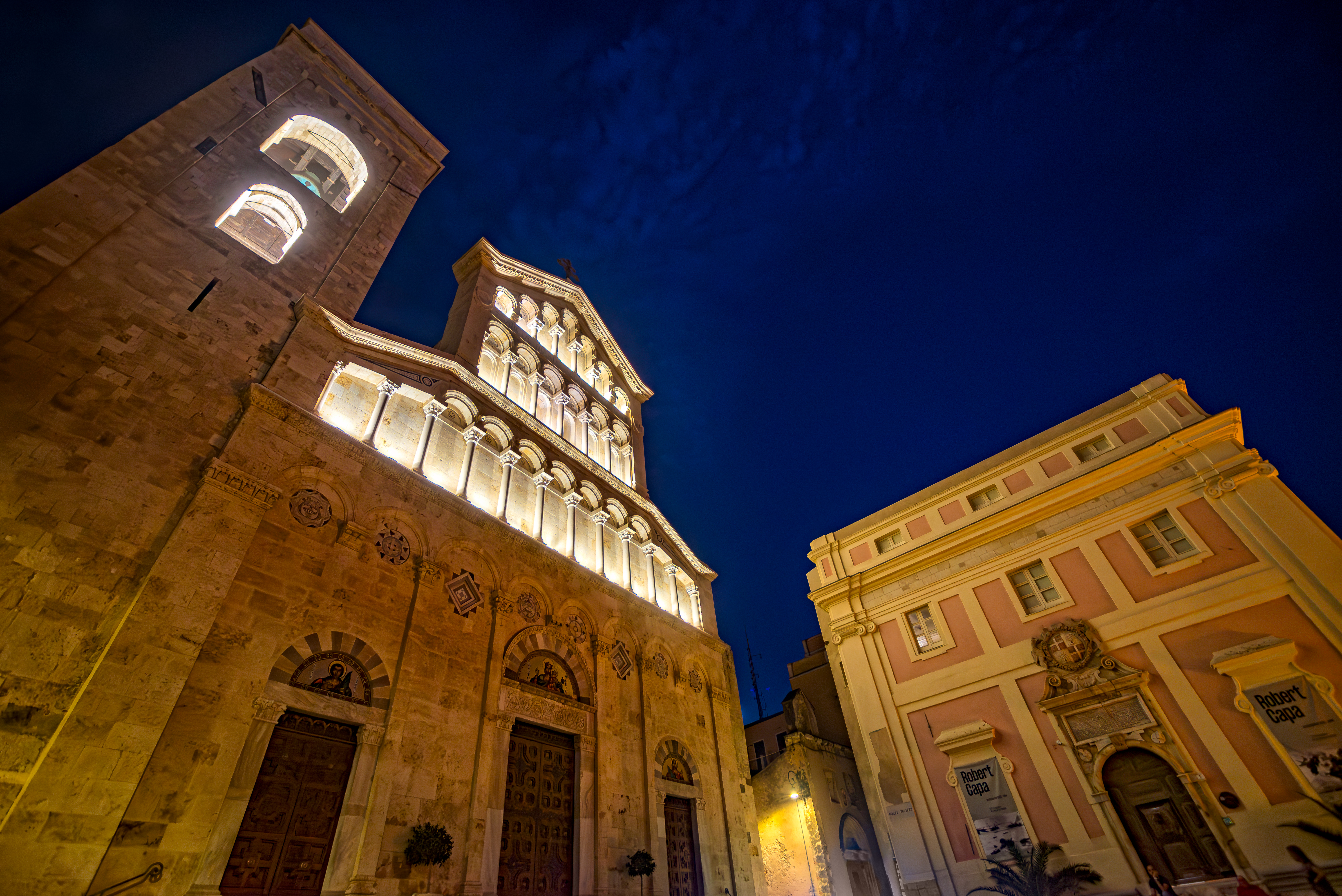
La Cattedrale di Santa Maria

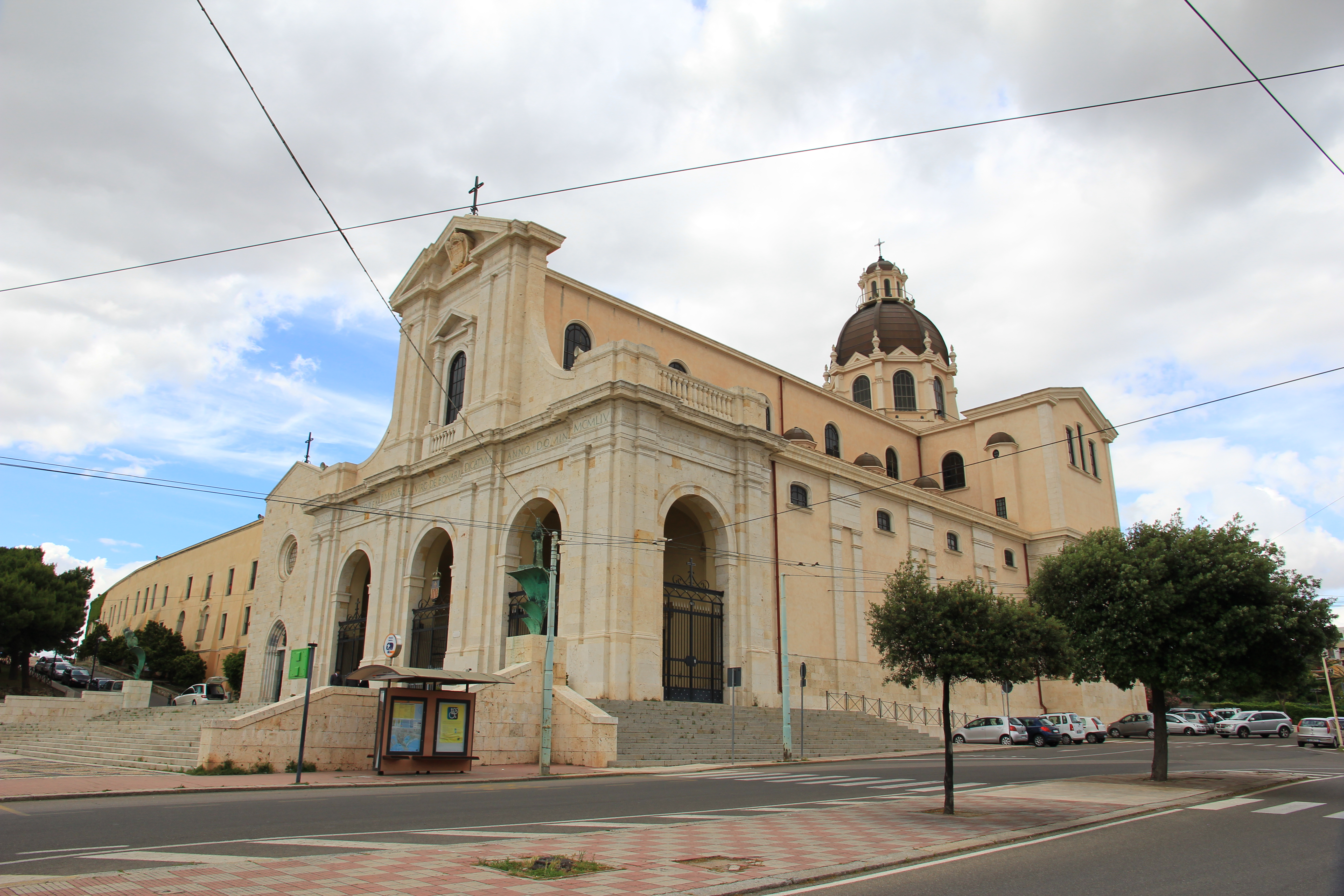
La Basilica e il Santuario di Bonaria

- Basilica e Santuario di Nostra Signora di Bonaria
- Basilica di San Saturnino
- Cappella dell'Asilo della Marina
- Cappella dell'Istituto Salesiano
- Cattedrale di Santa Maria
- Chiesa di Sant'Agostino
- Chiesa di Sant'Antonio
- Chiesa di Sant'Antonio Abate
- Chiesa di Sant'Avendrace
- Chiesa di San Bartolomeo
- Chiesa di San Benedetto
- Chiesa di Santa Caterina
- Chiesa di San Cesello
- Chiesa di Santa Chiara
- Chiesa del Crocifisso
- Chiesa di San Domenico
- Chiesa di Sant'Efisio
- Chiesa di San Francesco d'Assisi
- Chiesa di San Francesco da Paola
- Chiesa di San Giovanni Battista
- Chiesa di San Giuseppe Calasanzio
- Chiesa di San Lorenzo
- Chiesa di Santa Lucia
- Chiesa di San Lucifero
- Chiesa di Santa Maria del Monte
- Chiesa dei Santi Martiri Giorgio e Caterina
- Chiesa di San Michele
- Chiesa di Nostra Signora Beata Vergine del Carmine

- Chiesa della Pietà
- Chiesa di San Pietro

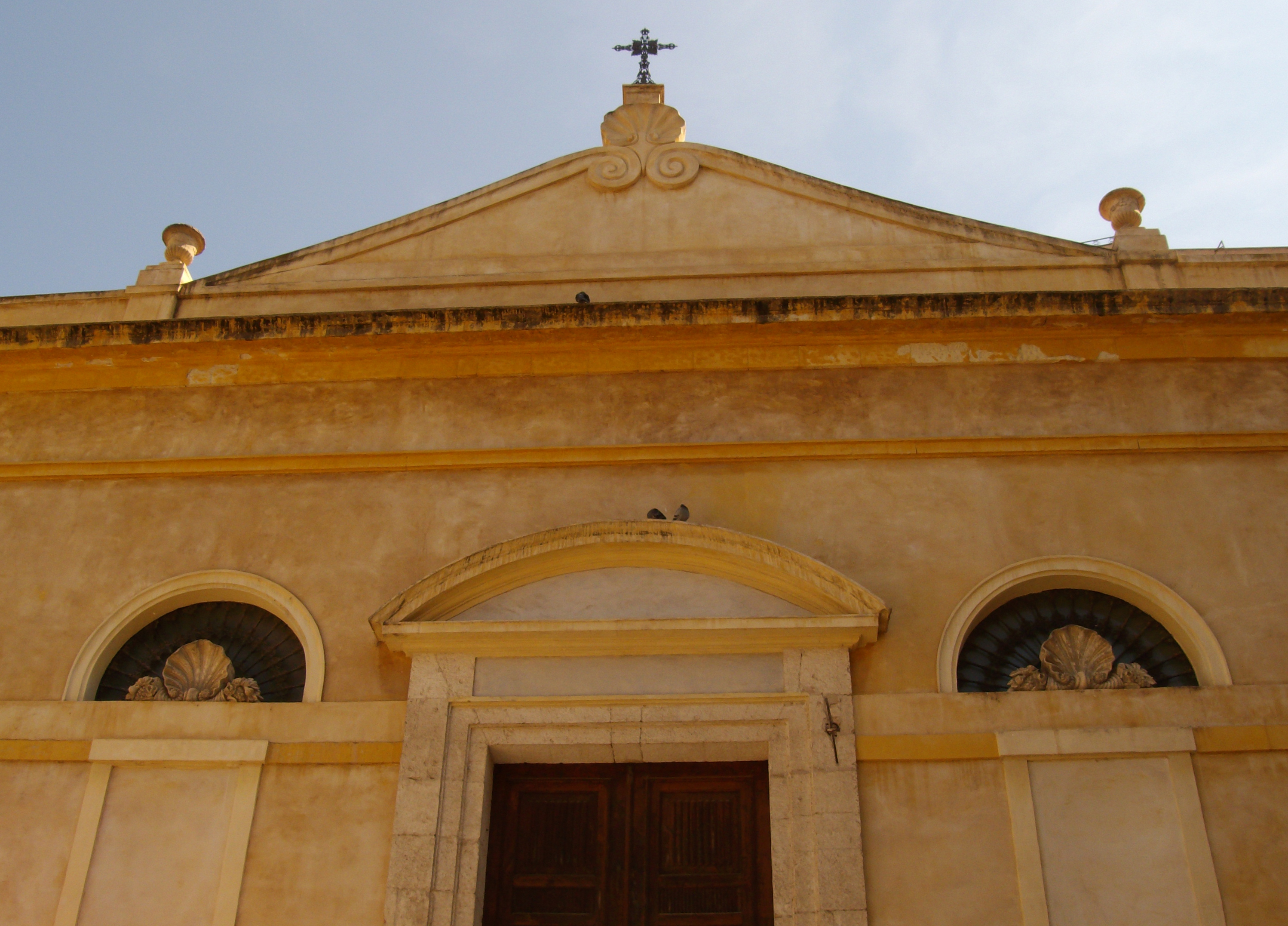
Facciata della Chiesa di San Sepolcro

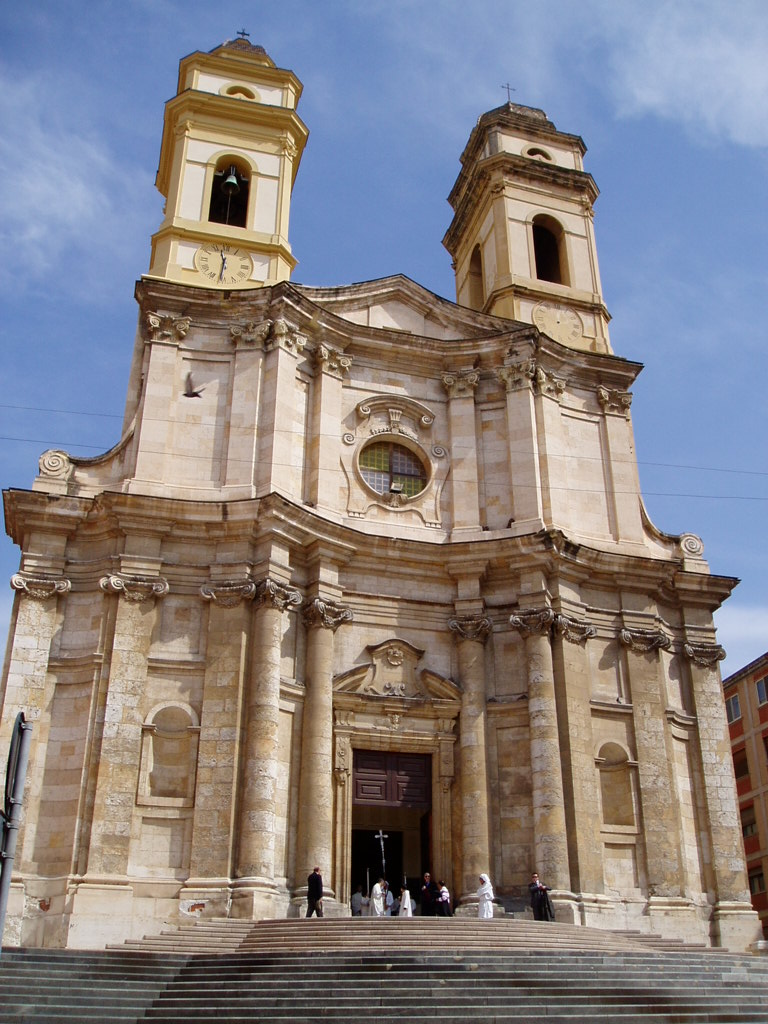
Collegiata di Sant'Anna

- Chiesa di San Pietro dei Pescatori
- Chiesa della Purissima
- Chiesa di Santa Restituta
- Chiesa di San Rocco
- Chiesa di Santa Rosalia
- Chiesa del Santo Sepolcro
- Chiesa di San Simone
- Chiesa della Speranza
- Chiesa di San Vincenzo de Paoli
- Chiostro di San Domenico
- Collegiata di Sant'Anna
- Collegio di Santa Croce
- Collegiata di Sant'Eulalia
- Collegiata di San Giacomo
- Oratorio delle Anime (Cagliari)

## Architetture civili

### Palazzi e ville

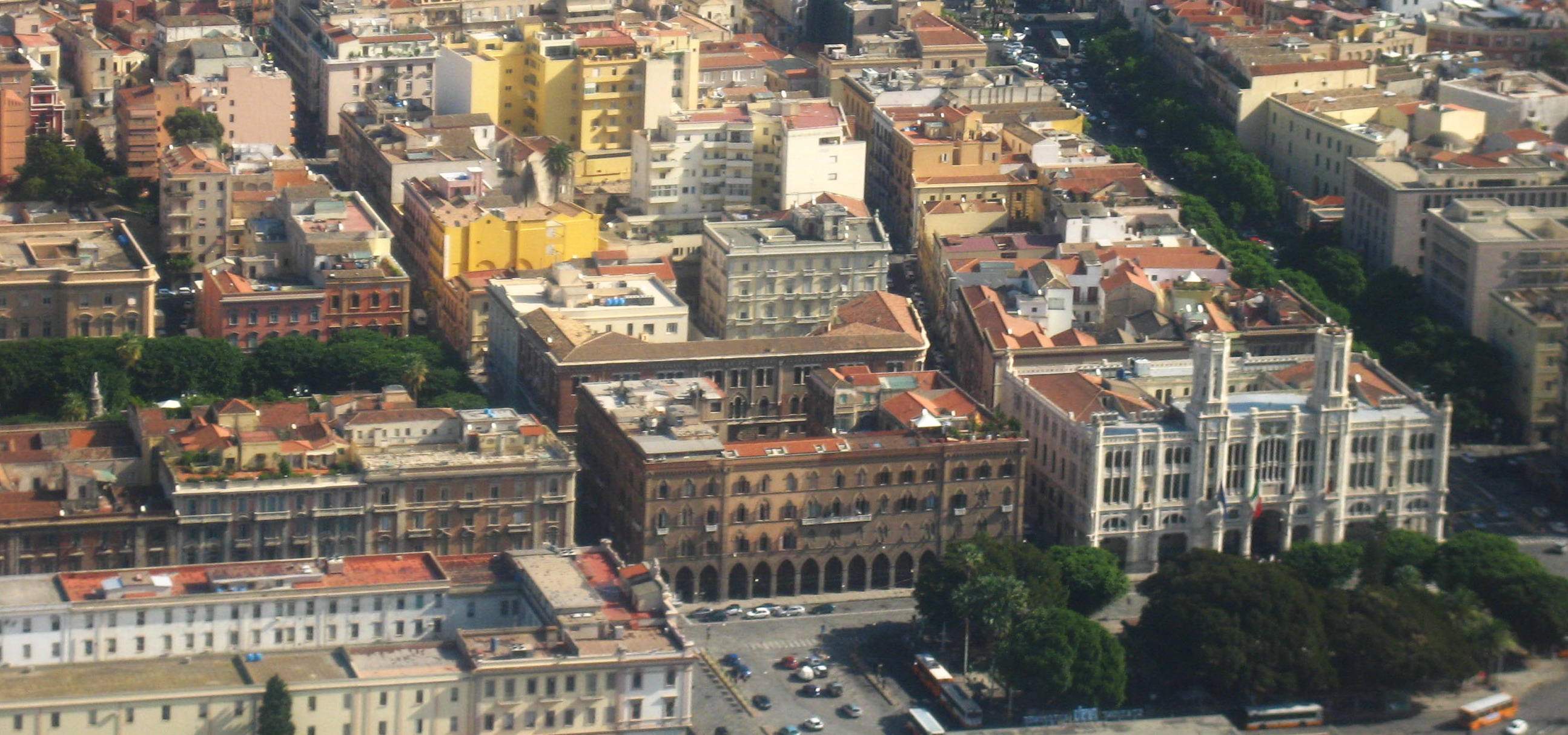
Sulla destra il Palazzo civico e il Palazzo Vivanet

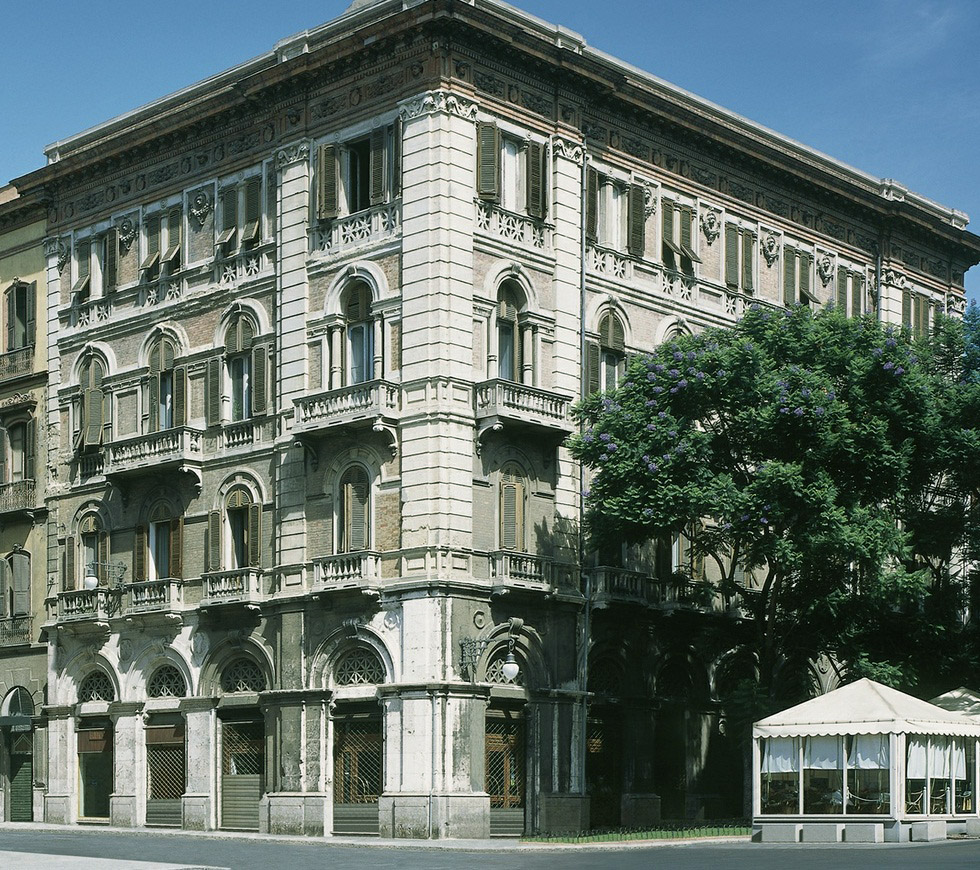
Palazzo Accardo

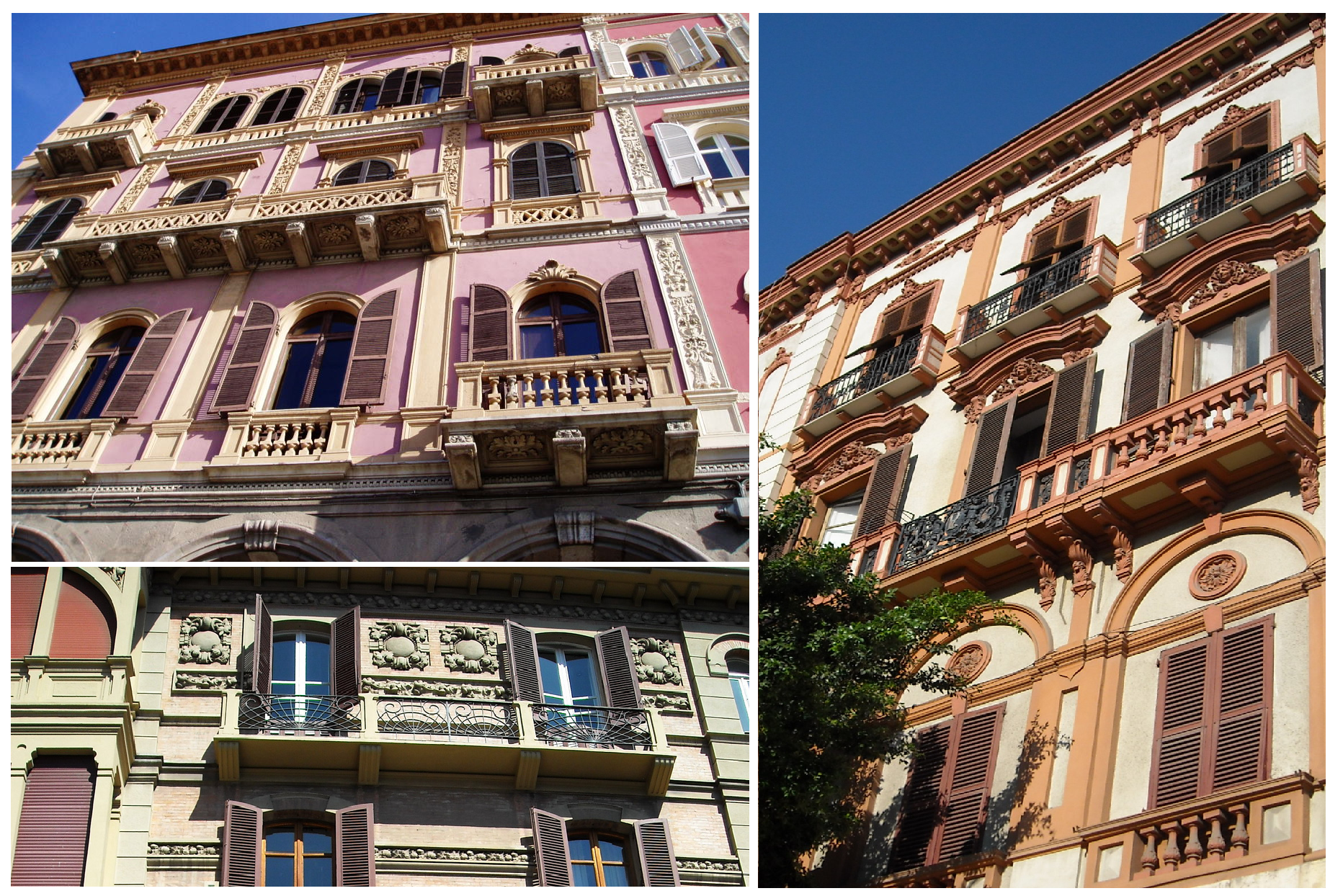
Palazzata di via Roma, Palazzo Balletto, Palazzo Valdès

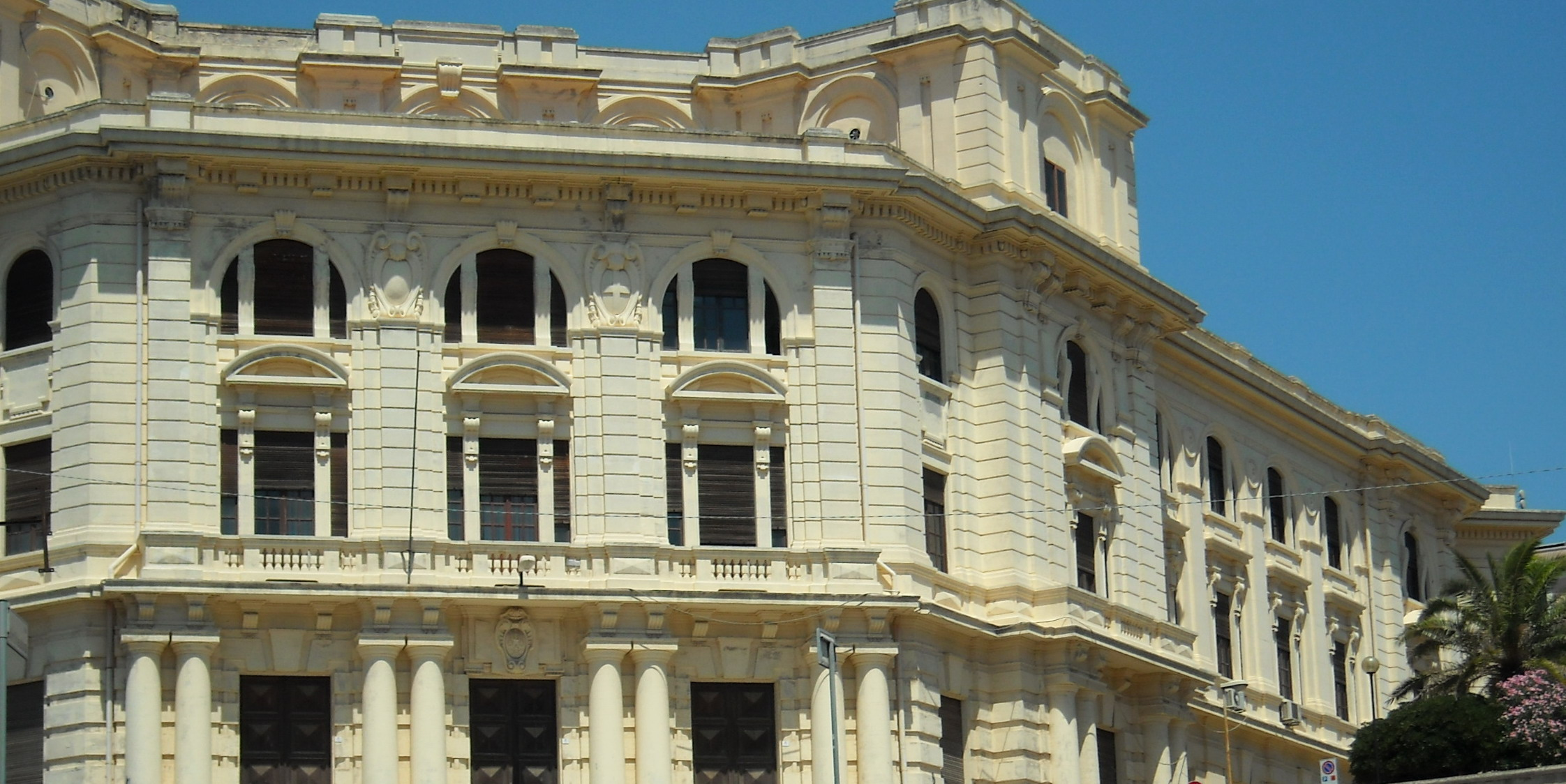
Palazzo delle Scienze

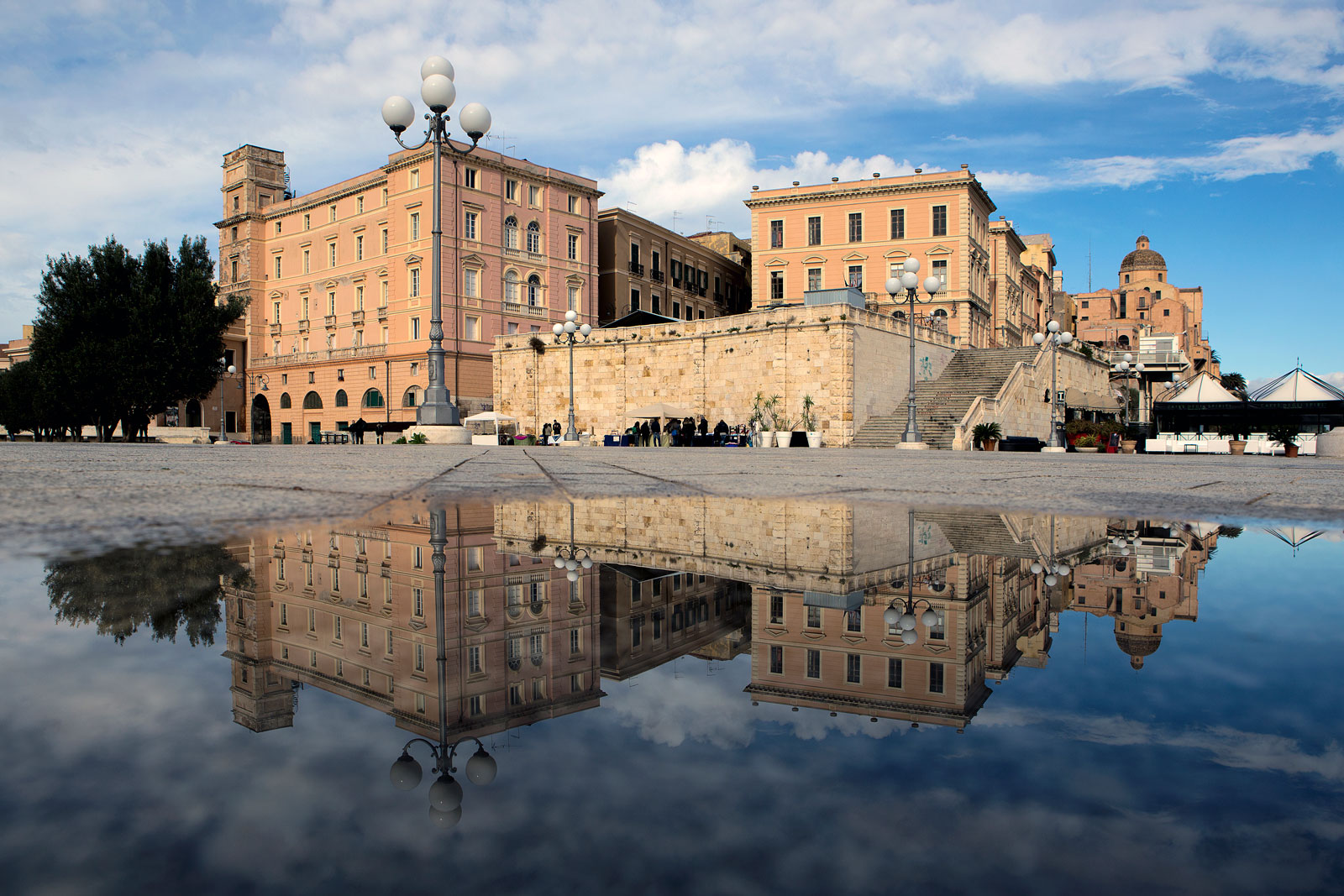
Palazzo Boyl, sulla sinistra, e Terrazza Umberto I

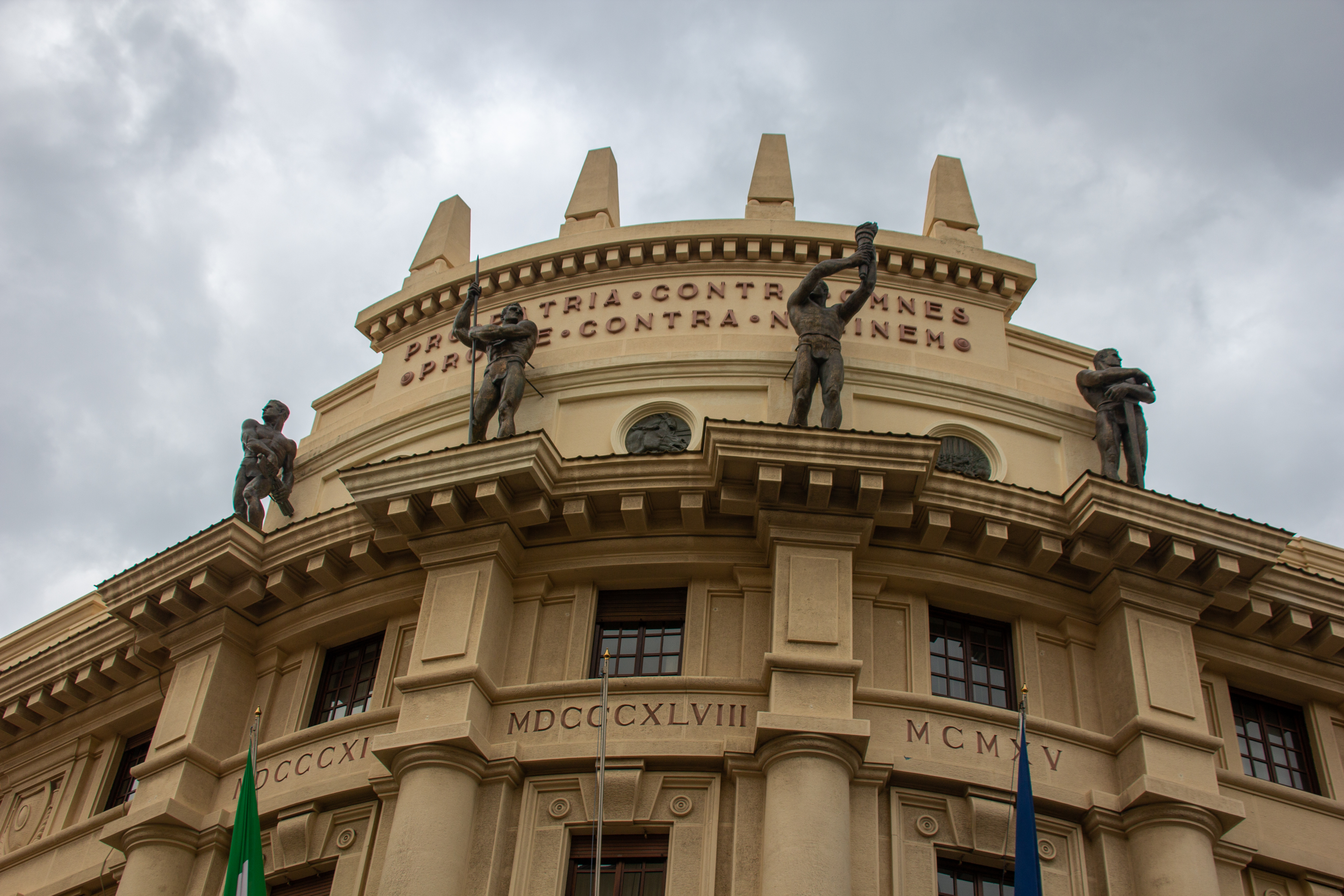
Facciata principale della legione dei carabinieri.

- Palazzo Accardo: il palazzo in stile liberty è situato fra il largo Carlo Felice e Via Crispi. Venne progettato dall'ingegnere Dionigi Scano fra il 1899 e il 1901.
- Palazzo Amat: il palazzo della nobile famiglia di origine catalana degli Amat si trova in Via La Marmora.
- Palazzo Asquer: realizzato nel 1852 su progetto di Gaetano Cima (già autore della Villa Asquer) prende il nome dalla famiglia nobile degli Asquer di origine ligure. È ubicato nel quartiere Castello in Via La Marmora.
- Palazzo Arcivescovile: si trova nel quartiere Castello ed era probabilmente già sede episcopale nel periodo pisano e forse giudicale.
- Palazzo Atzeni-Tedesco: edificio antico ridecorato in un elegante stile liberty. Si trova in Via Canelles.
- Palazzo Aymerich: appartenente alla nobile famiglia di origine catalana degli Aymerich venne gravemente danneggiato e ridotto a rudere dai bombardamenti anglo-americani della seconda guerra mondiale.
- Palazzo sede della Banca CIS
- Palazzo Balletto: progettato da Riccardo Simonetti e realizzato fra e il 1918 e il 1921, il suo stile risulta essere un connubio fra elementi del liberty e dell'eclettismo.
- Palazzo Barrago-Prunas: si trova nel quartiere Castello a fianco del Palazzo Asquer e si affaccia su Piazza Carlo Alberto.
- Palazzo Boyl: palazzo della famiglia nobiliare di origine spagnola dei Boyl.
- Palazzo Brondo-Zapata: fu probabilmente commissionato da Francesco Zapata y Alagon, alcalde del Castello di Cagliari. Il palazzo, situato in Via dei Genovesi, è in stile tardo-rinascimentale e presenta molte similitudini con l'altro palazzo che gli Zapata possedevano a Barumini.
- Palazzo de Candia: si affaccia in Via dei Genovesi.
- Palazzo Canepa: si affaccia su Piazza Costituzione, esattamente di fronte al Bastione di Saint Remy
- Ex Palazzo di Città
- Palazzo Chapelle: il palazzo sorge fra Via Roma e la Piazza del Carmine.
- Palazzo Civico
- Palazzo del Comando militare della marina
- Palazzo del Consiglio regionale della Sardegna: situato in Via Roma al numero civico 25.
- Palazzo Cugia: situato in Via dei Genovesi risale probabilmente al XVI secolo.
- Palazzo ENEL: progettato nel 1957 dall'architetto milanese Gigi Ghò in sostituzione del vecchio edificio della Società Elettrica Sarda distrutto dai bombardamenti nel 1943.
- Palazzo di Giustizia: progettato dall'ingegnere Domenico Dettori e dagli architetti Gino Benigni e Augusto Valente e i tecnici del Genio Civile fu inaugurato nel 1938.
- Palazzo della Legione dei Carabinieri
- Palazzina Lixi: palazzina dell'Ottocento che si trova a Cagliari, all'angolo tra via Settembrini e via Paoli.
- Palazzo Merello: il Palazzo Merello sorge in Viale Trento ed è intitolato a Luigi Merello imprenditore di origine ligure trasferitosi a Cagliari.
- Palazzo delle Poste e Telegrafi: antistante alla piazza del Carmine venne edificato tra il 1926-1932.
- Palazzo Reale
- Palazzo della Rinascente: sorge fra la Via Roma e il Largo Carlo Felice. Il palazzo fu progettato dall'ingegnere Federico Rampazzini e venne eretto tra il 1925 e il 1930
- Palazzo Sanjust: venne edificato nell'Ottocento su progetto dell'ing. Edmondo Sanjust, di famiglia nobiliare di origini catalane. Oggi è sede del Grande Oriente d'Italia di Cagliari. Si trova nei pressi di Piazza Indipendenza.
- Palazzo Scala di ferro
- Palazzina Scano: progettata da Flavio Scano la sua costruzione venne ultimata nel 1933. L'edificio unisce lo stile moderno a quello dell'Art déco.
- Palazzo delle Scienze: il palazzo delle Scienze venne edificato negli anni trenta del XX secolo su progetto dell'architetto cagliaritano Angelo Binaghi. La sua inaugurazione risale al 1934 benché i lavori vennero conclusi solamente nel 1939. Fu per diversi decenni la sede delle facoltà scientifiche dell'Università di Cagliari, la maggior parte delle quali fu poi trasferita nella nuova cittadella universitaria di Monserrato. Attualmente vi ha ancora sede il Dipartimento di Matematica e Informatica.[1]
- Palazzo Siotto: risalente al 1850 venne ricostruito nel 1927 dall'ingegnere Giacomo Crespi. Ospita la Fondazione Istituto Storico Giuseppe Siotto, istituita nel 1990.
- Palazzo dell'Università
- Palazzo Tirso
- Palazzo Valdès: progettato dall'ingegnere Nicolò Mura fu costruito fra il 1901 e il 1915 nell'area già occupata dall'"Osteria Valdès".
- Palazzata di Via Roma: situata in Via Roma, la via principale della città ed è costituita da una serie di palazzi edificati a partire da fine '800. I primi due palazzi furono costruiti dall'imprenditore Galeazzo Magnini.
- Palazzo Vinceremo: ospita la sede dell'Aeronautica militare. Venne eretto nel 1940 e deve il suo nome alla scritta "Vinceremo" (motto fascista) che campeggiava sulla facciata.
- Palazzo Vivanet: venne edificato fra il 1893 e il 1895 su commissione dei fratelli di origini savoiarde Filippo e Antonio Vivanet che affidarono il progetto all'architetto Cesare Picchi. Il palazzo è situato nel quartiere storico di Stampace, a breve distanza dal palazzo Civico.
- Villa Congiu-Pattarozzi: progettata da Dionigi Scano e costruita nel 1898.
- Villa Cossu-Murru
- Villa Devoto
- Villa Pollini
- Villa Vivaldi-Pasqua: la villa si trova nel quartiere Villanova e venne fatta costruire alla fine del Settecento per volere di Pietro Vivaldi Zatrillas, marchese di Trivigno Pasqua, appartenente alla nobile famiglia di origine genovese dei Vivaldi-Pasqua.
- Villa Carboni  : l'edificio è del XVII secolo e si trova nel quartiere di Sant'Avendrace.

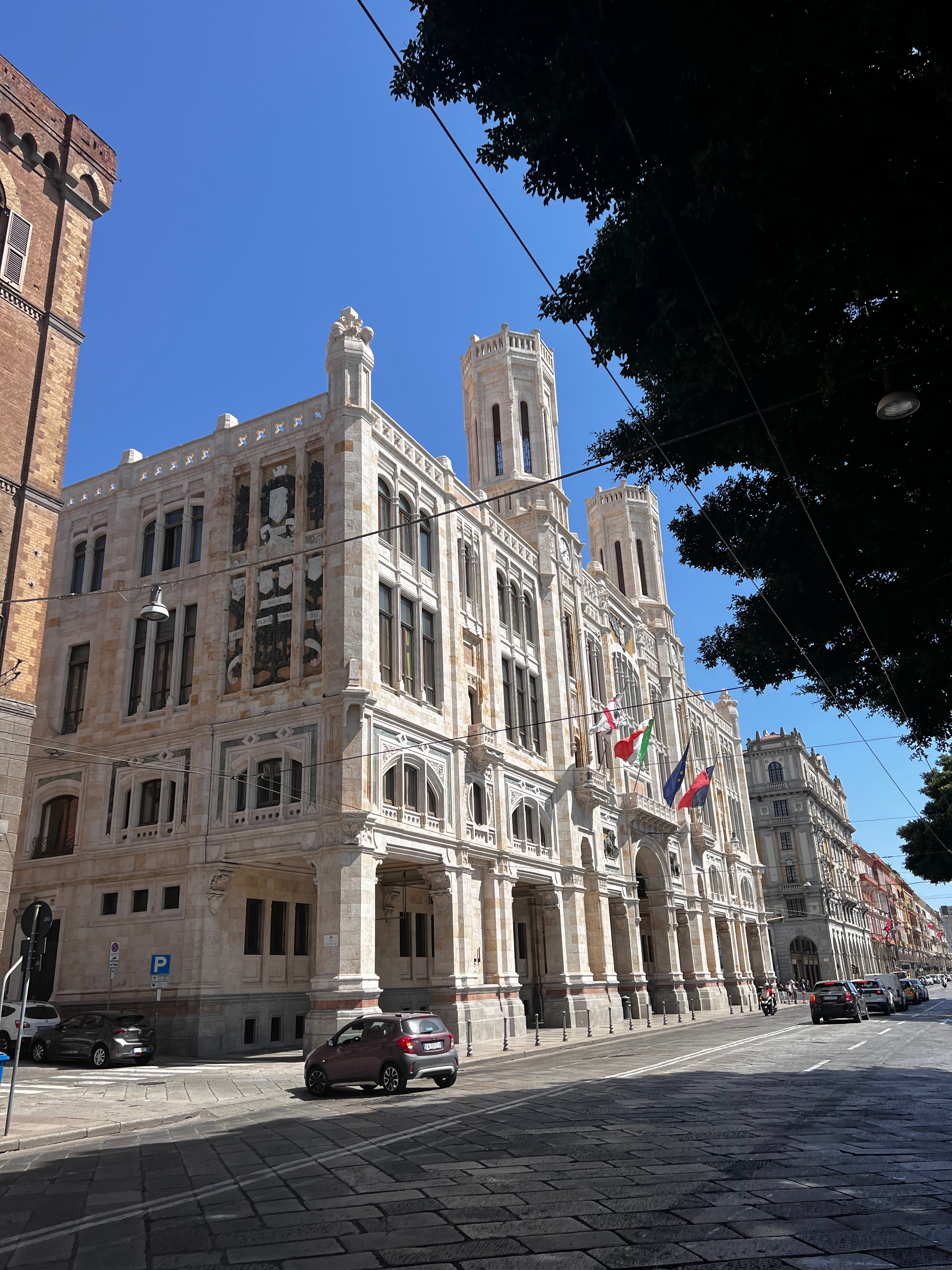
Palazzo civico
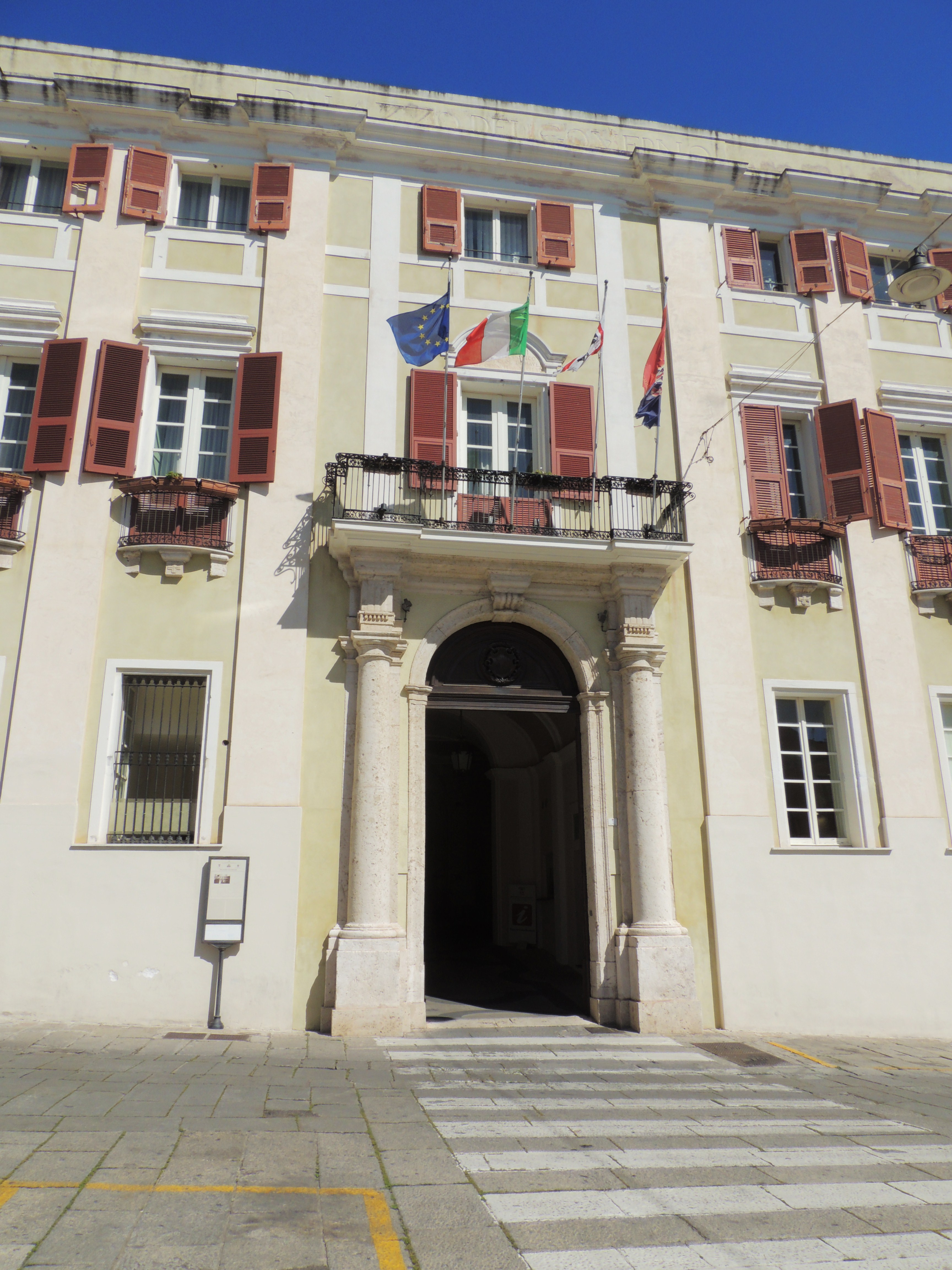
Palazzo Regio o Viceregio
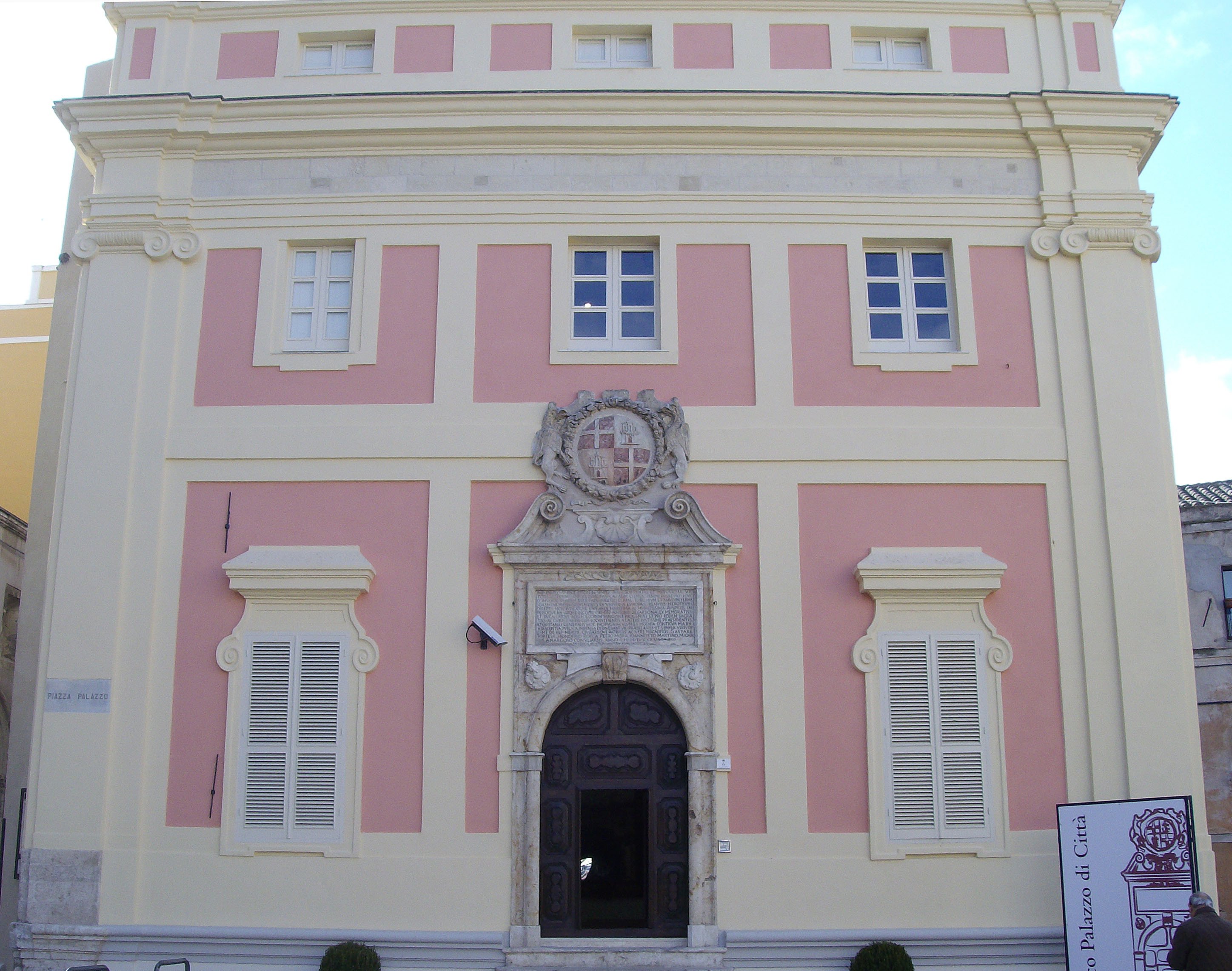
Ex Palazzo di città
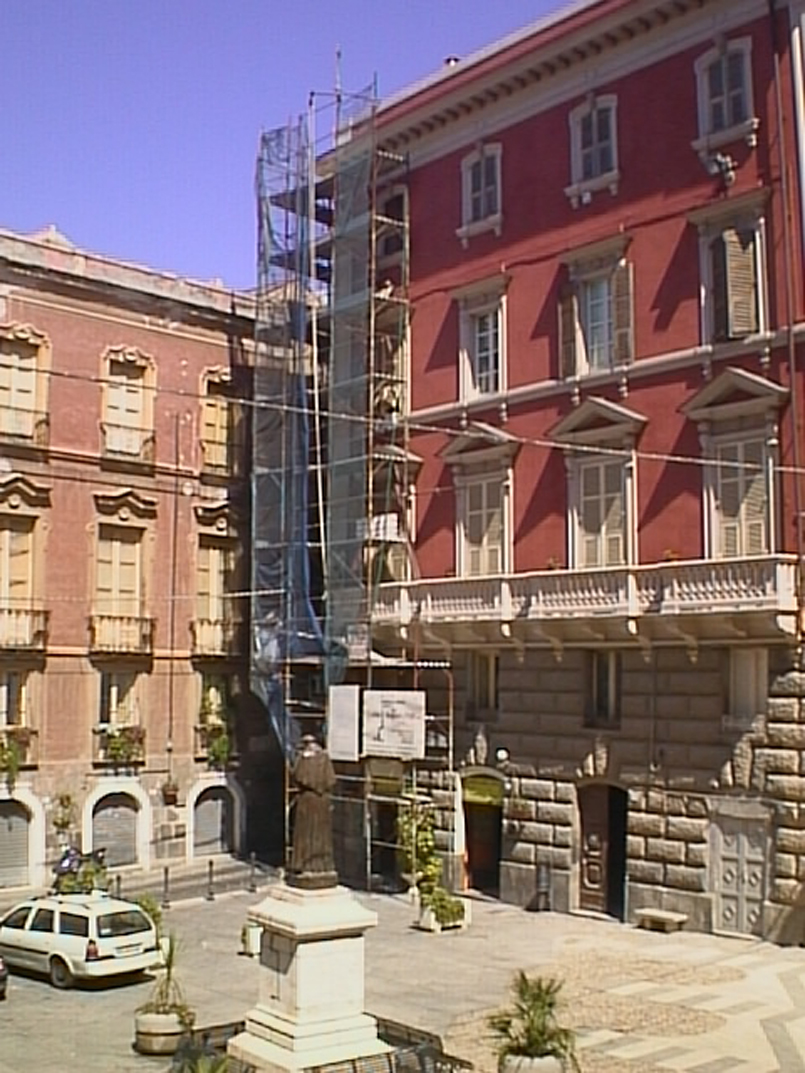
Palazzo Asquer e Palazzo Barrago-Prunas (in fase di restauro)
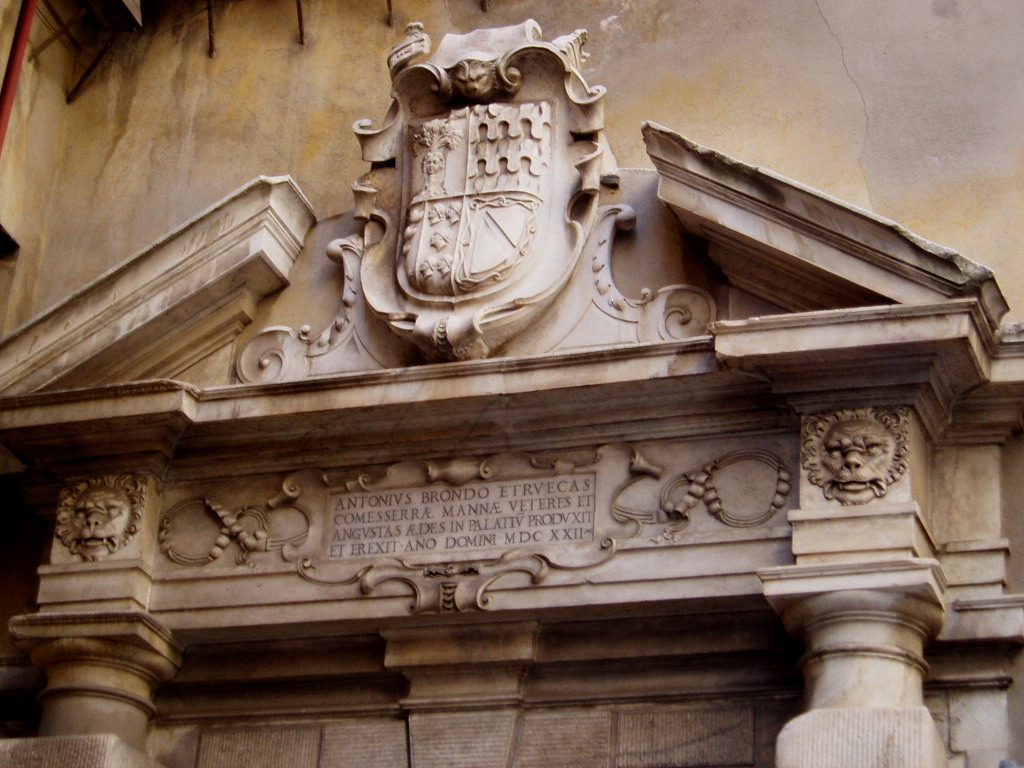
Particolare del Palazzo Brondo-Zapata
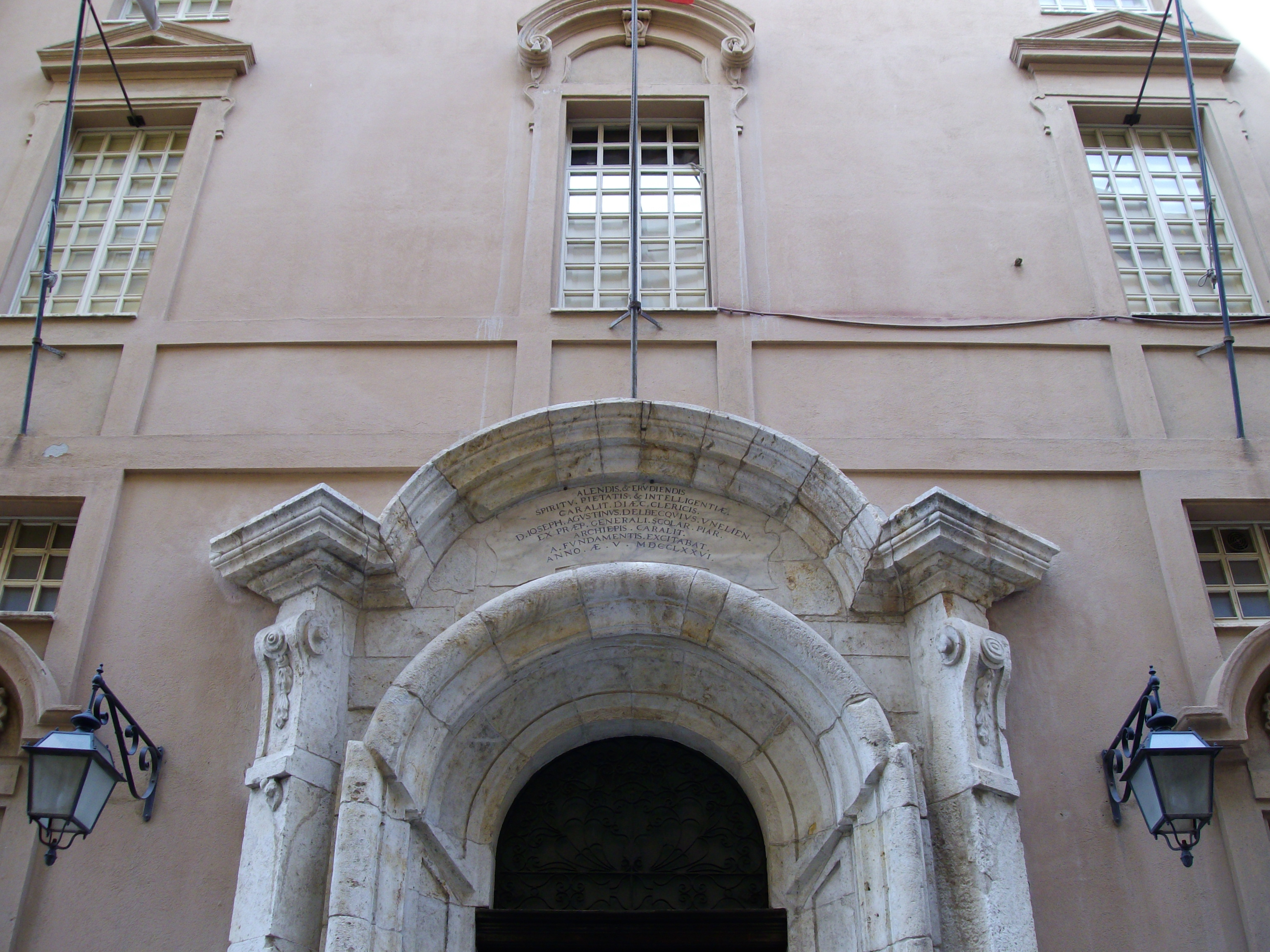
Ingresso del Palazzo dell'Università
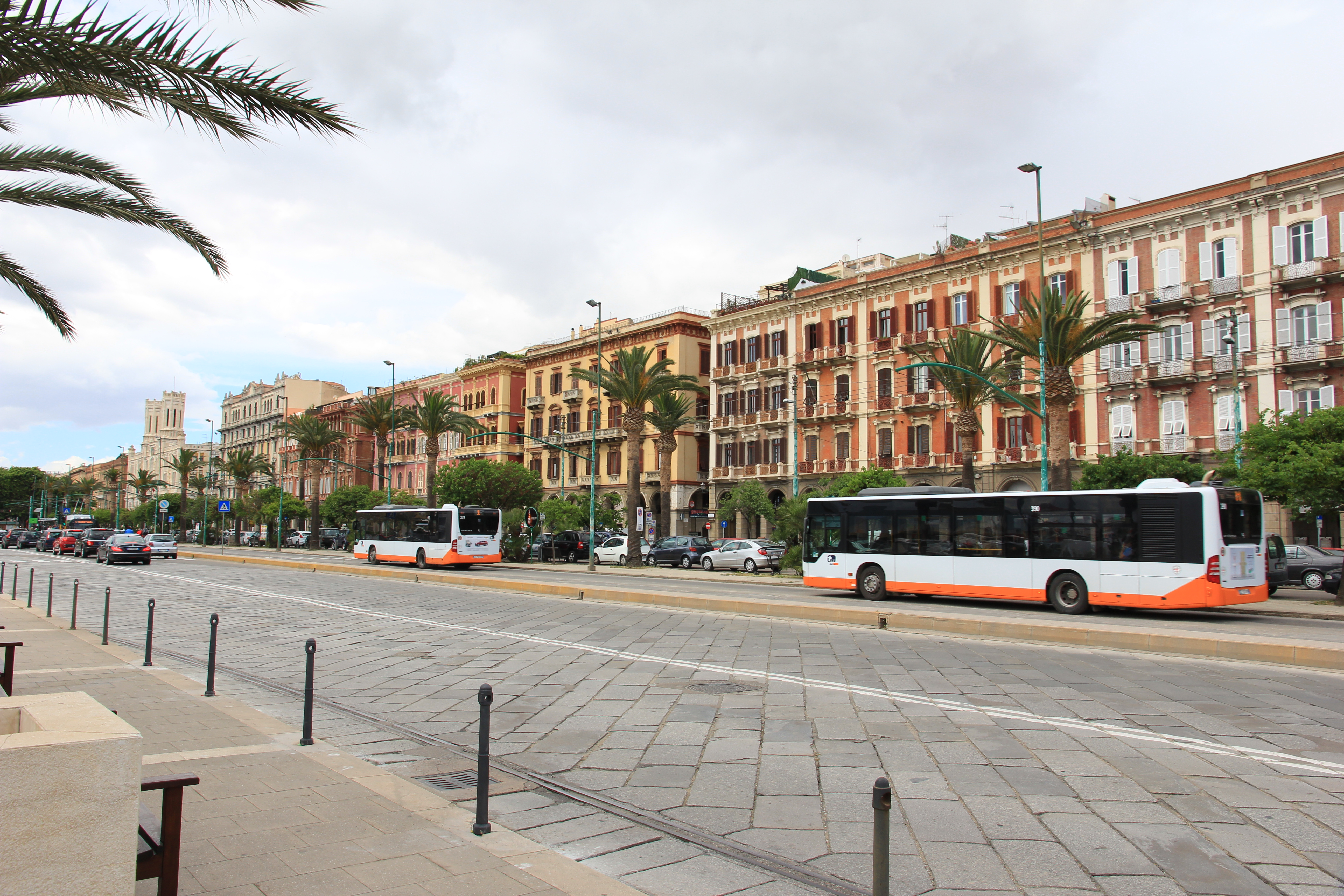
Palazzata di Via Roma
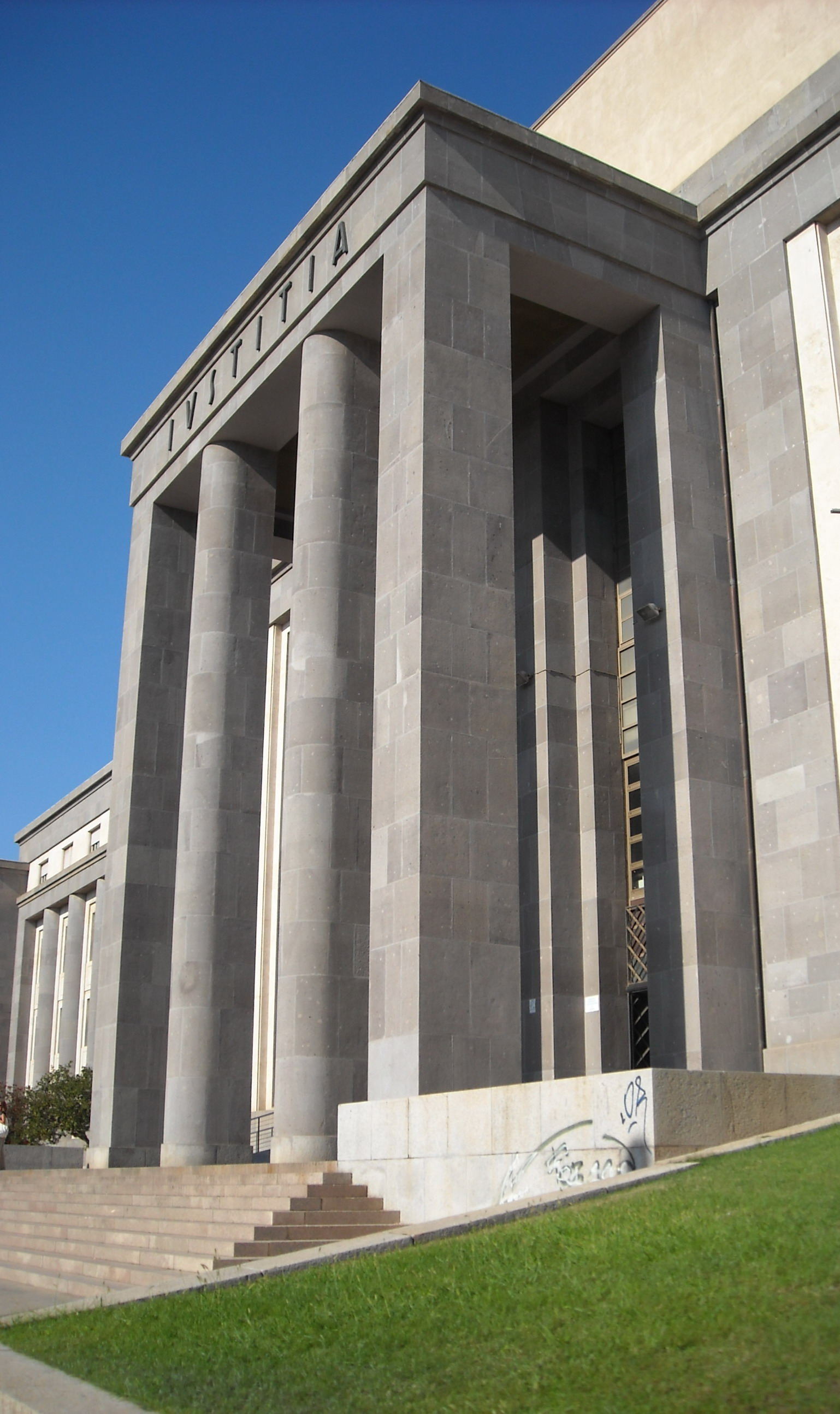
Palazzo di Giustizia
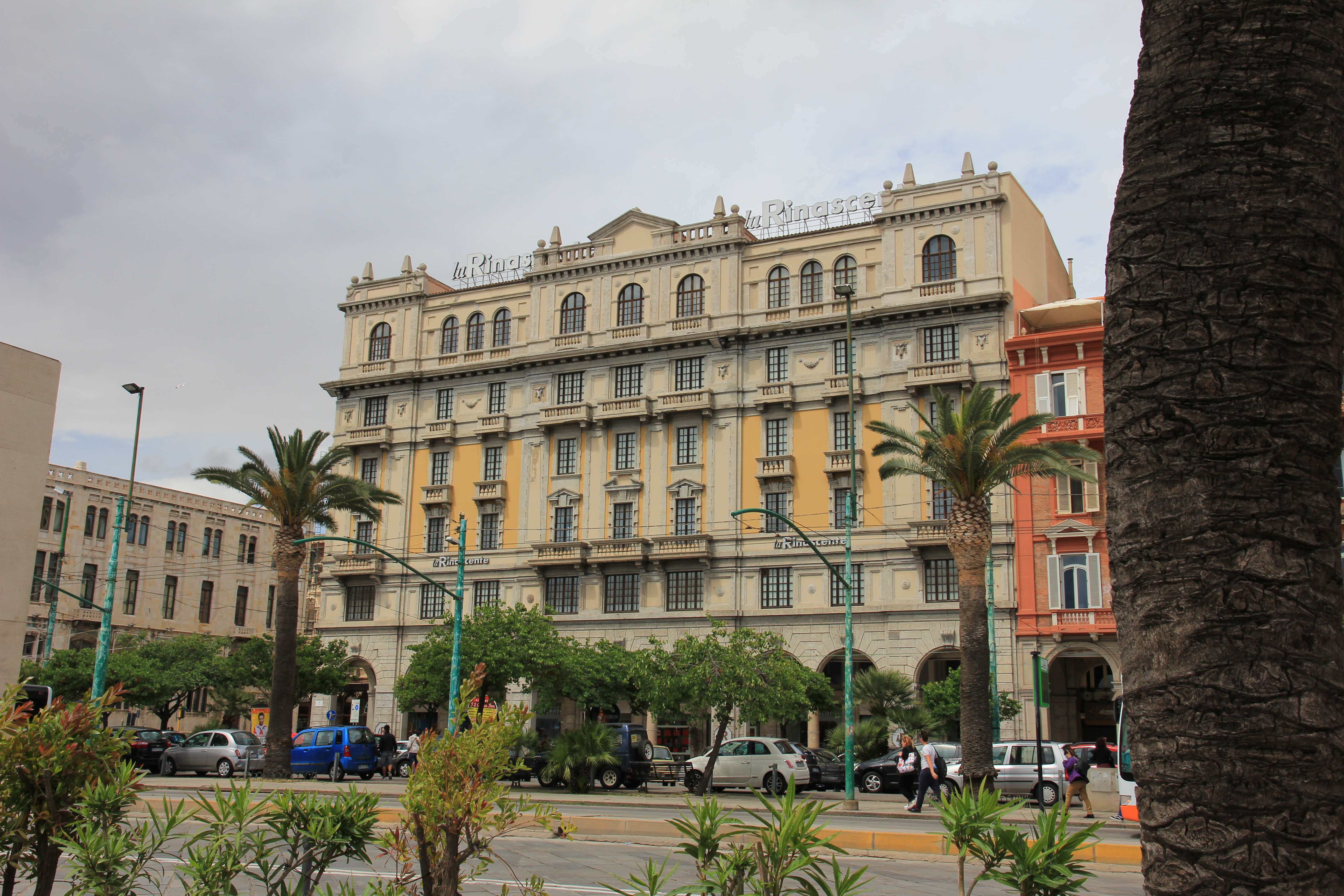
Palazzo della Rinascente
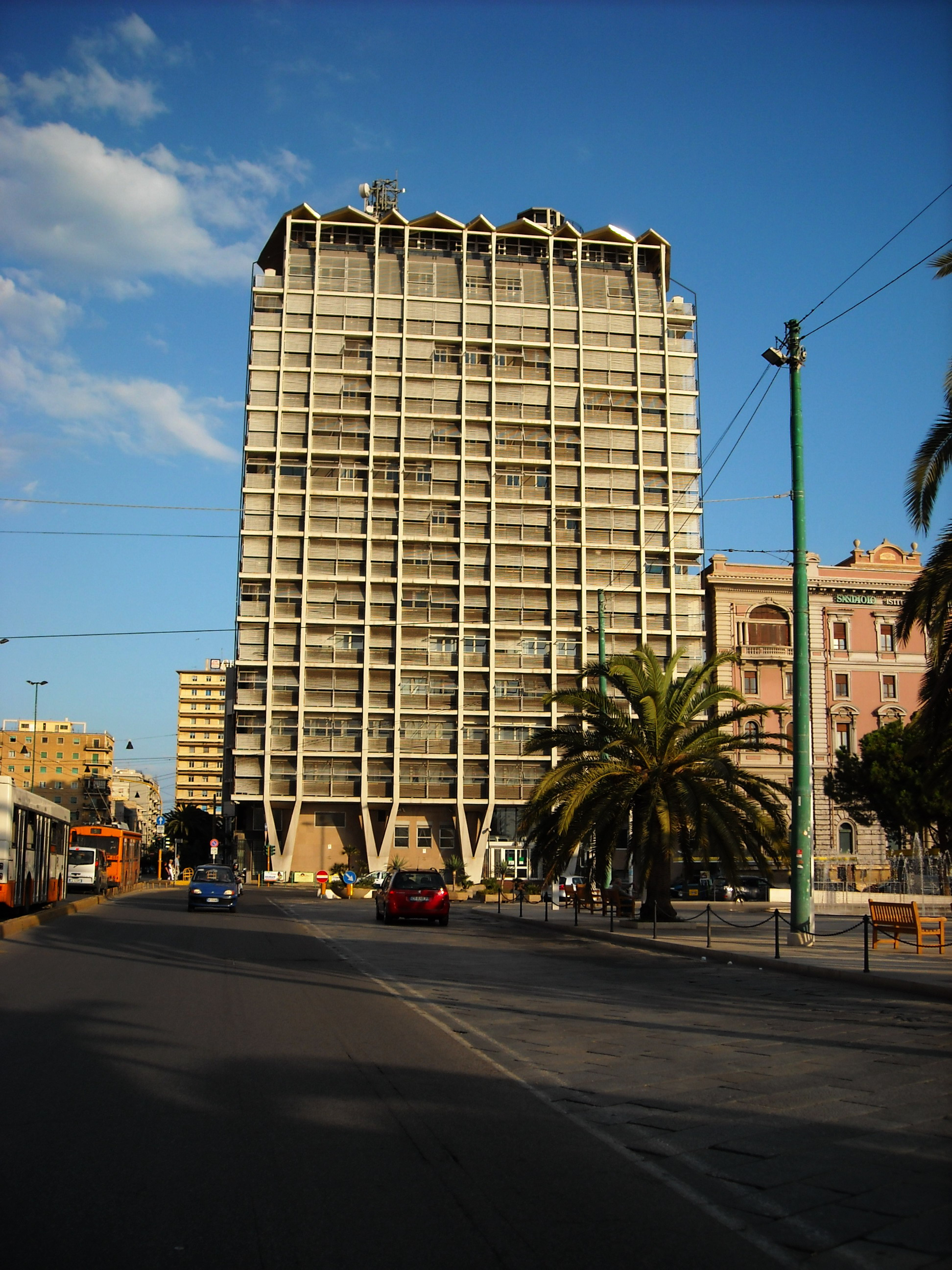
Palazzo Enel
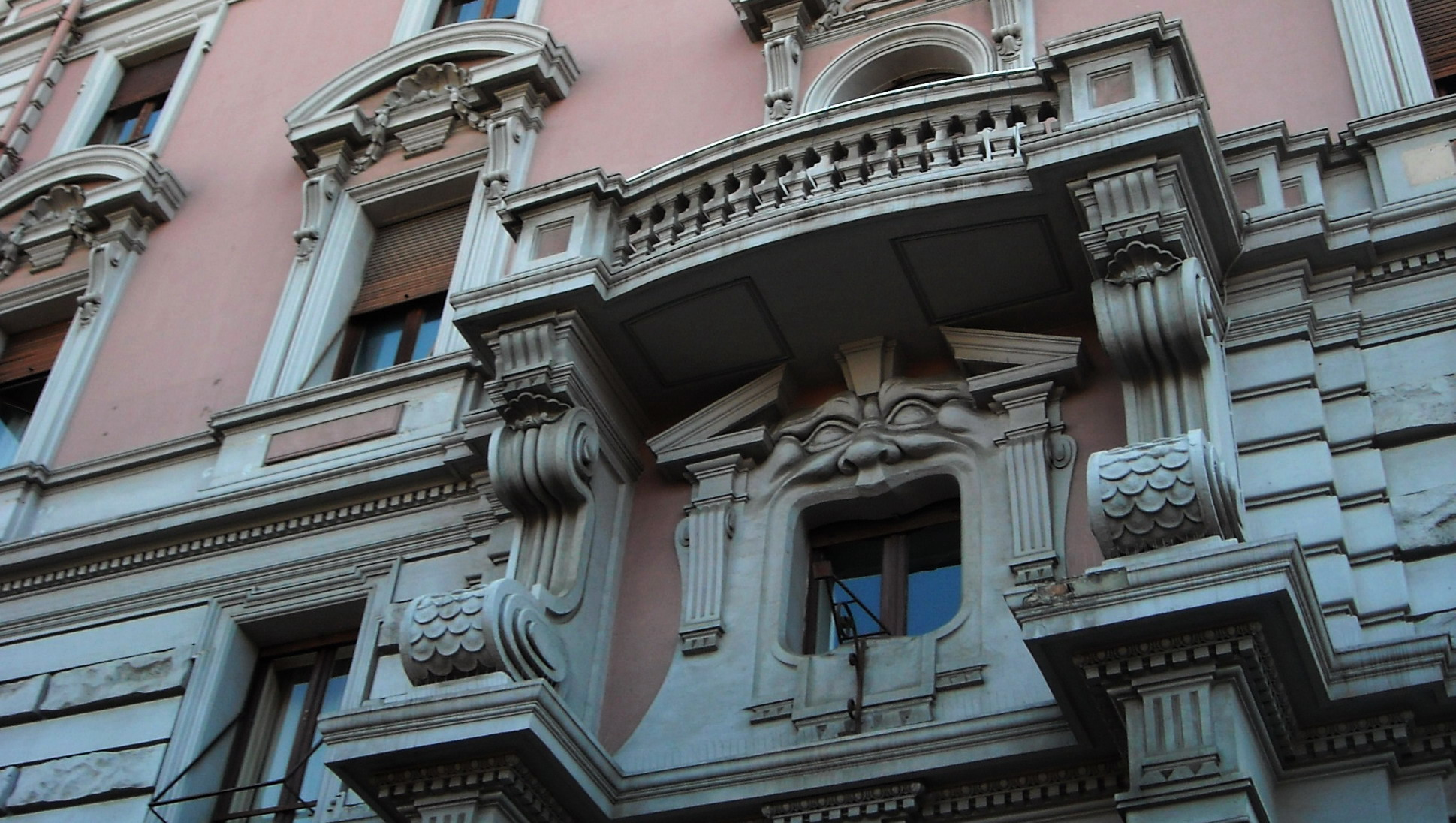
Particolare di Palazzo Tirso
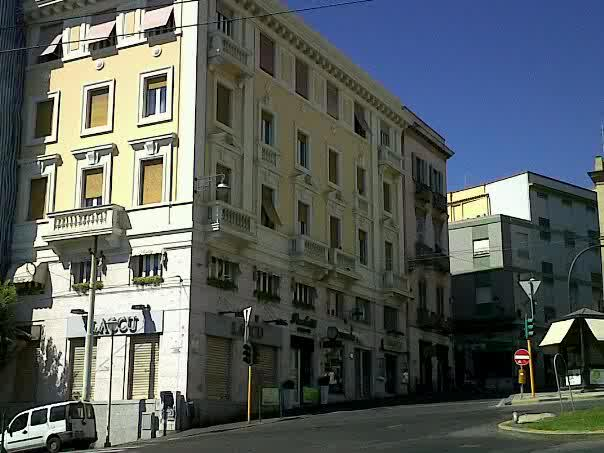
Palazzo Canepa in Piazza Costituzione
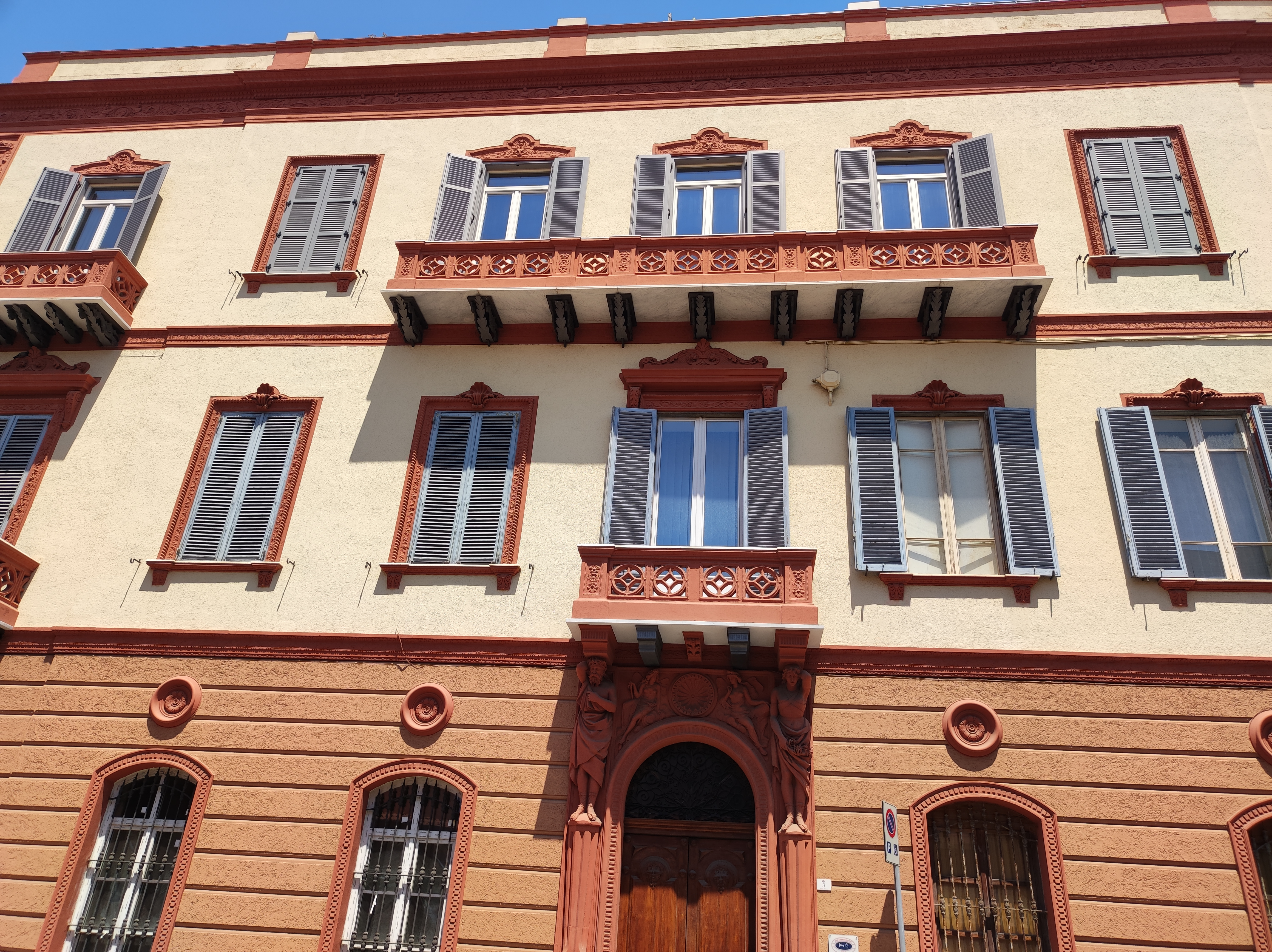
Palazzo Merello

### Piazze

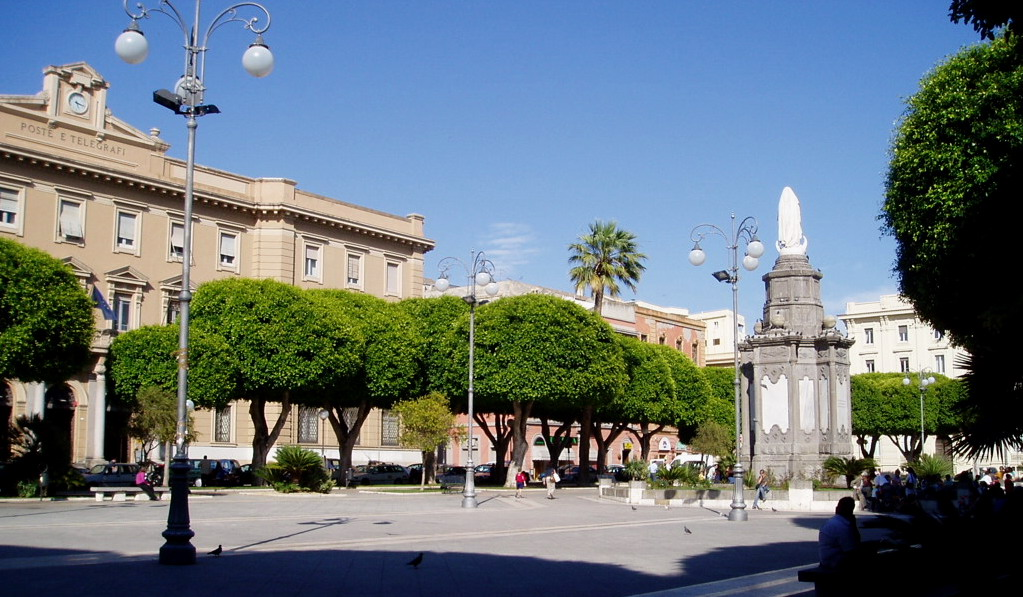
Visuale di Piazza del Carmine, a sinistra il Palazzo delle Poste e Telegrafi

- Piazza Indipendenza
- Piazza Arsenale
- Piazza Palazzo
- Piazza Carlo Alberto
- Piazza del Carmine
- Piazza Deffenu
- Piazza Galileo Galilei
- Piazza Garibaldi
- Piazza della Repubblica
- Piazza Gramsci
- Piazza Giovanni XXIII
- Piazza Michelangelo
- Piazza Matteotti
- Piazzetta dei Martiri
- Piazza Maxia
- Piazza San Bartolomeo
- Piazza Yenne
- Piazza San Michele

### Monumenti e siti vari
- Bastione di Saint Remy

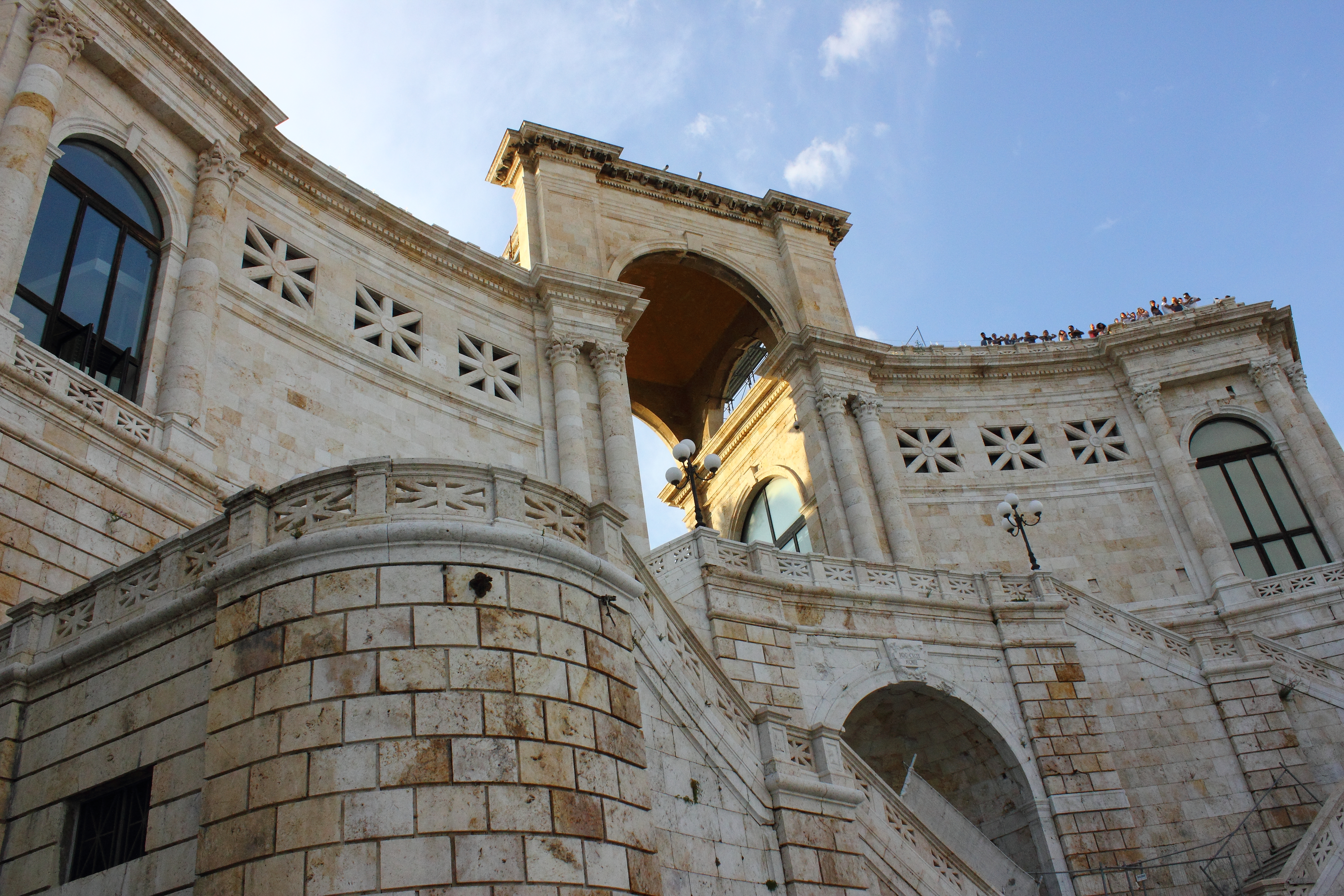
Il Bastione di Saint Remy.

- Caffè Genovese in Piazza Costituzione (fondato da Lazzaro Canepa nel 1838)
- Cimitero monumentale di Bonaria
- Giardini pubblici
- Monumento ai caduti delle guerre d'indipendenza
- Monumento a Carlo Felice
- Parco delle Rimembranze

## Architetture militari

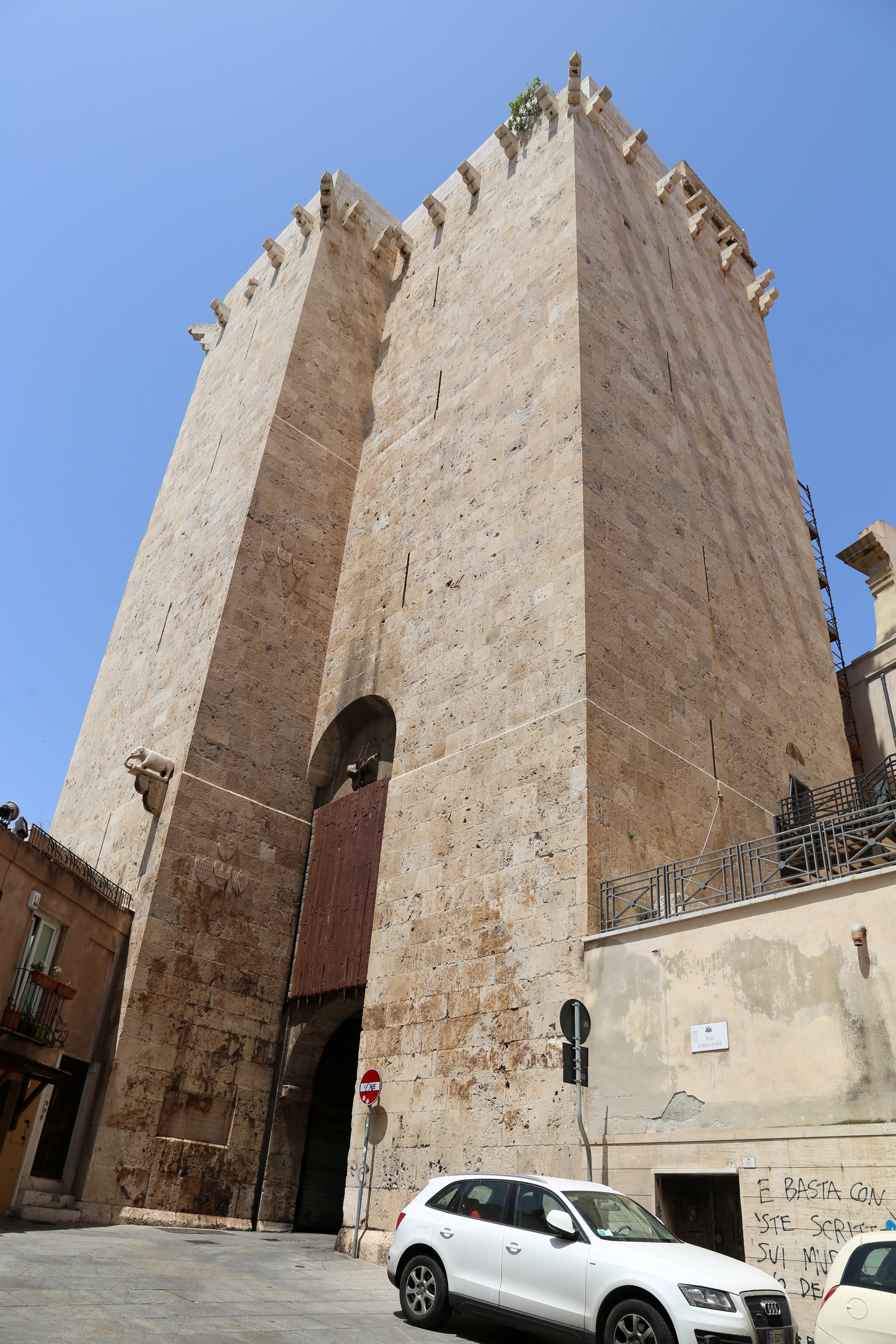
Torre dell'Elefante.

- Castello di San Michele
- Fortino di Sant'Ignazio
- Mura e bastioni
- Porta Cristina

- Torre dell'Aquila
- Torre di Calamosca
- Torre dell'Elefante
- Torre di Mezza Spiaggia
- Torre del Poetto
- Torre del Prezzemolo
- Torre della Quarta Regia
- Torre di San Pancrazio
- Torre dello Sperone

## Siti archeologici

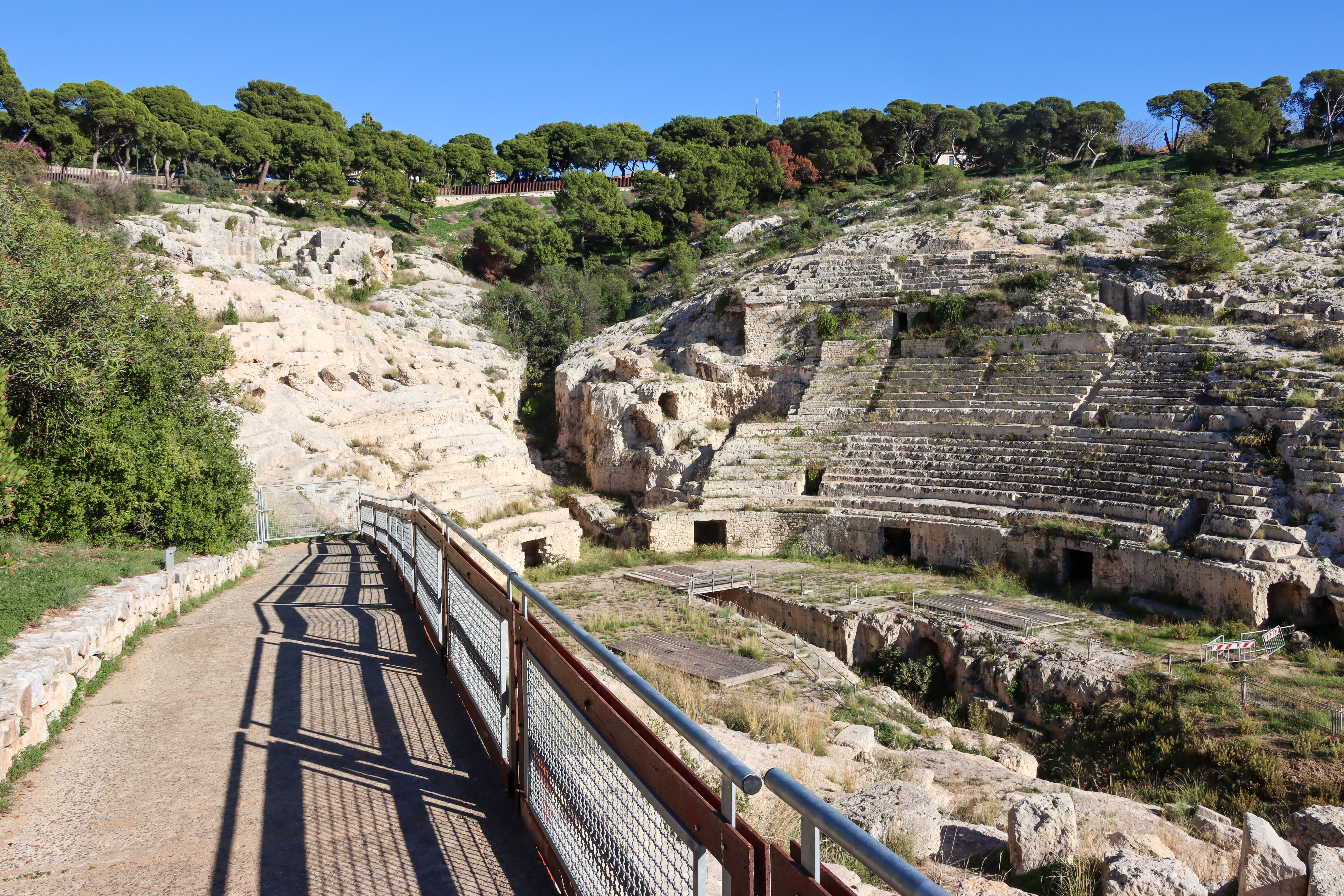
L'anfiteatro romano

- Anfiteatro romano
- Area archeologica di Sant'Eulalia
- Città del Sale
- Fullonica
- Necropoli di Tuvixeddu
- Grotta della Vipera
- Villa di Tigellio

## Musei e gallerie
- Collezione sarda Luigi Piloni
- ExMà
- Galleria comunale d'arte
- Lazzaretto di Sant'Elia

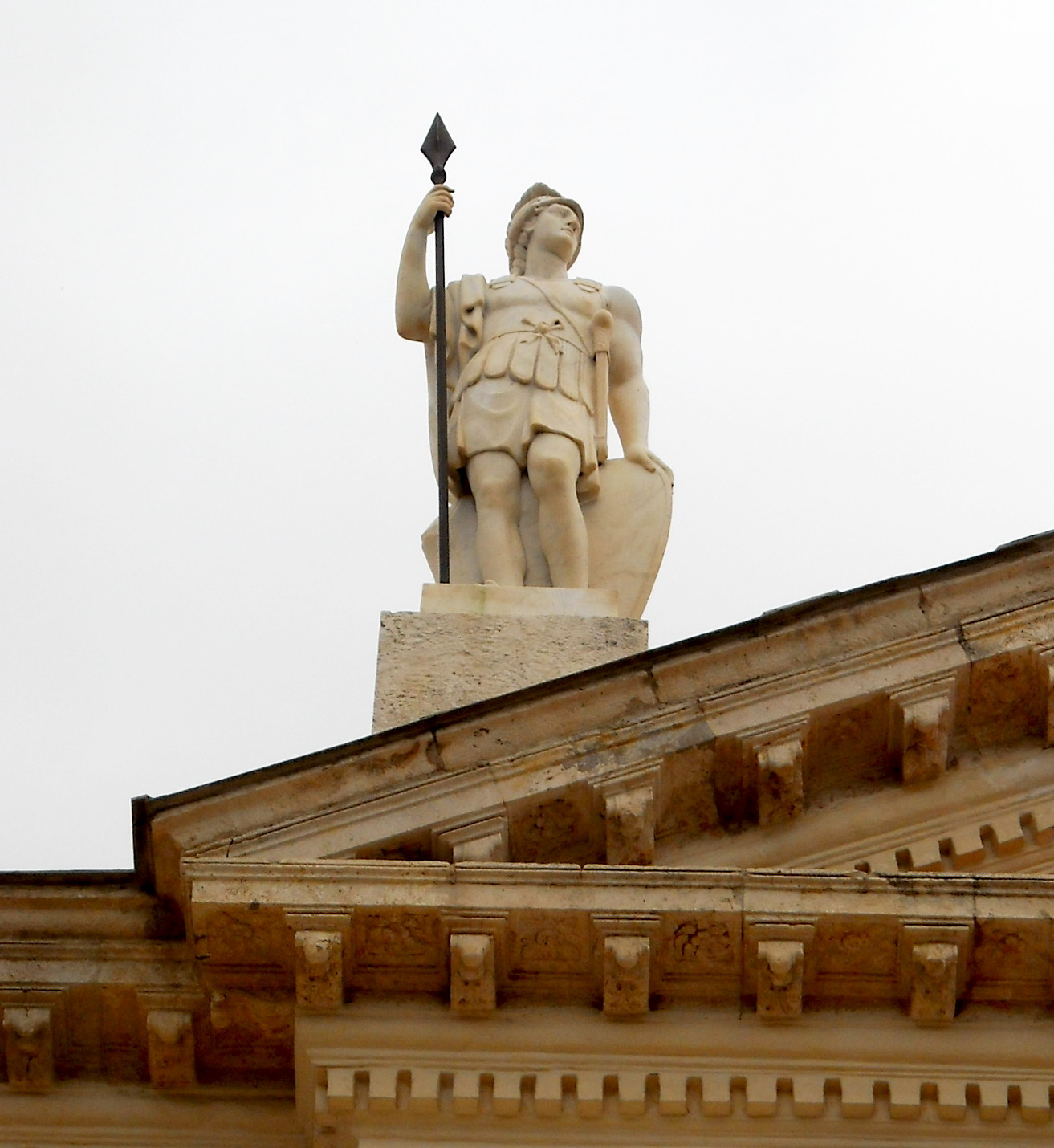
Galleria comunale d'arte, particolare.

- Museo archeologico nazionale di Cagliari
- Museo dell'arciconfraternita dei Genovesi
- Museo civico d'arte siamese Stefano Cardu
- Museo di Bonaria
- Museo delle cere anatomiche Clemente Susini
- Museo del Tesoro della Cattedrale
- Museo di fisica di Sardegna
- Museo di mineralogia "Leonardo de Prunner"
- Museo sardo di antropologia ed etnografia
- Museo sardo di geologia e paleontologia "D. Lovisato"
- Museo del tesoro di Sant'Eulalia
- Orto botanico di Cagliari
- Pinacoteca nazionale

## Vie principali

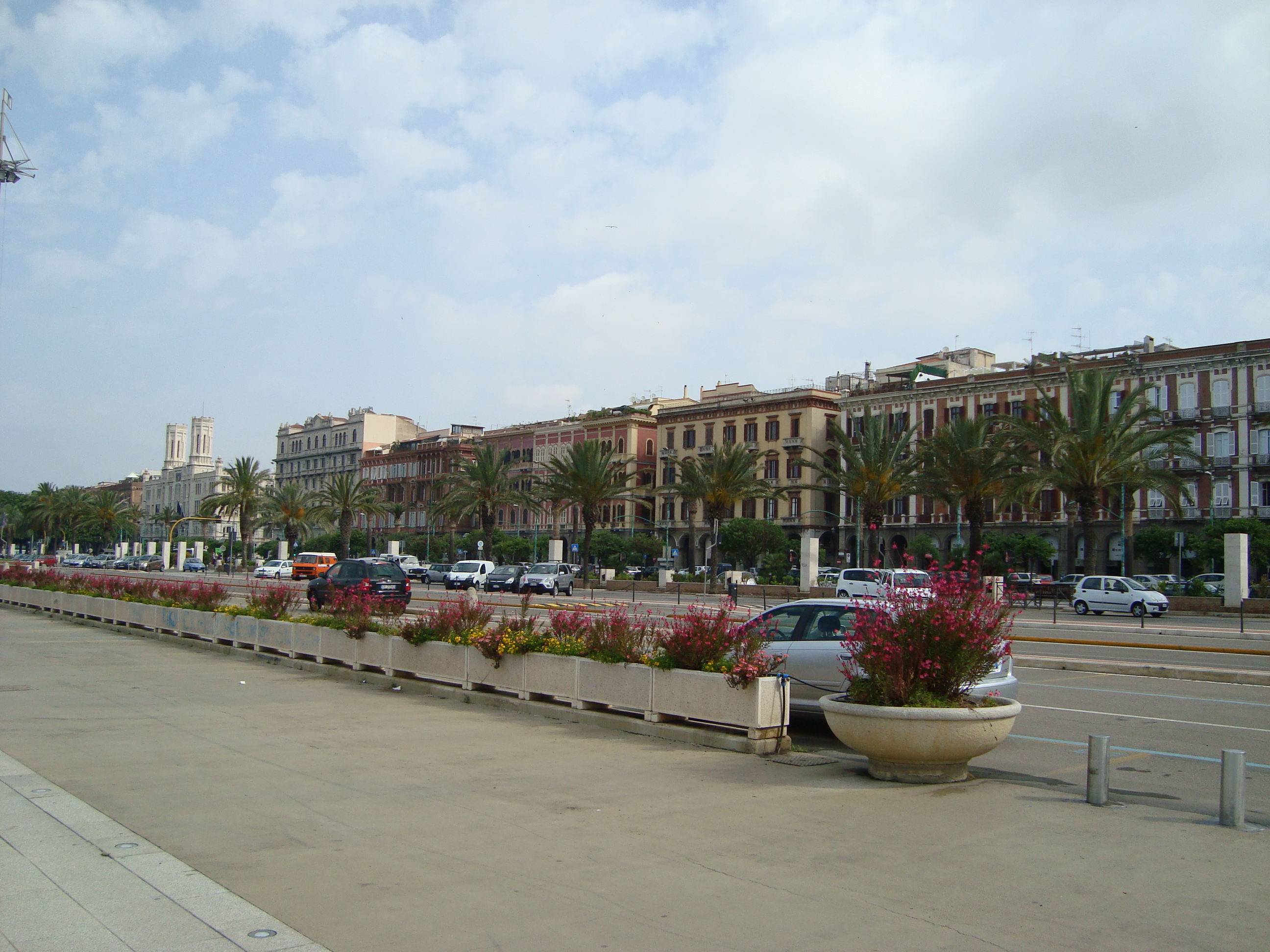
Via Roma

- Corso Vittorio Emanuele II
- Largo Carlo Felice
- Via Dante
- Via Paoli
- Via Sonnino
- Via Alghero
- Via Garibaldi
- Via Manno
- Viale Regina Elena
- Viale Regina Margherita
- Via Roma
- Viale Trieste
- Viale Merello
- Viale Buon Cammino
- Via Scano
- Via della Pineta
- Viale Poetto